# ナルドゥルグ城

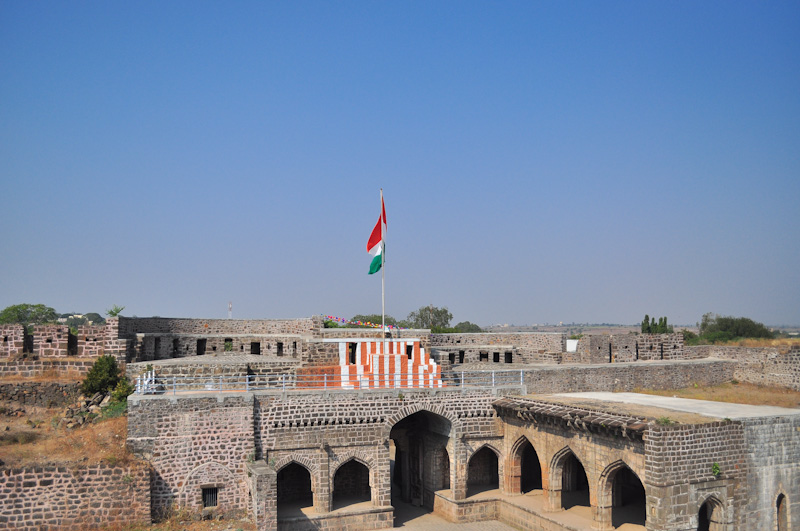
ナルドゥルグ城

ナルドゥルグ城（ナルドゥルグじょう、英語：Naldurg Fort）は、インドのマハーラーシュトラ州、ナルドゥルグ県の都市ナルドゥルグに存在する城。
ナルドゥルグ城はこの地を統治していたナララージャによって建設された。城のユニークな機能は、多くの要塞が付いている長い城壁が小ボーリー川の谷に突き出た玄武岩の丘を囲んでいる。

## ギャラリー

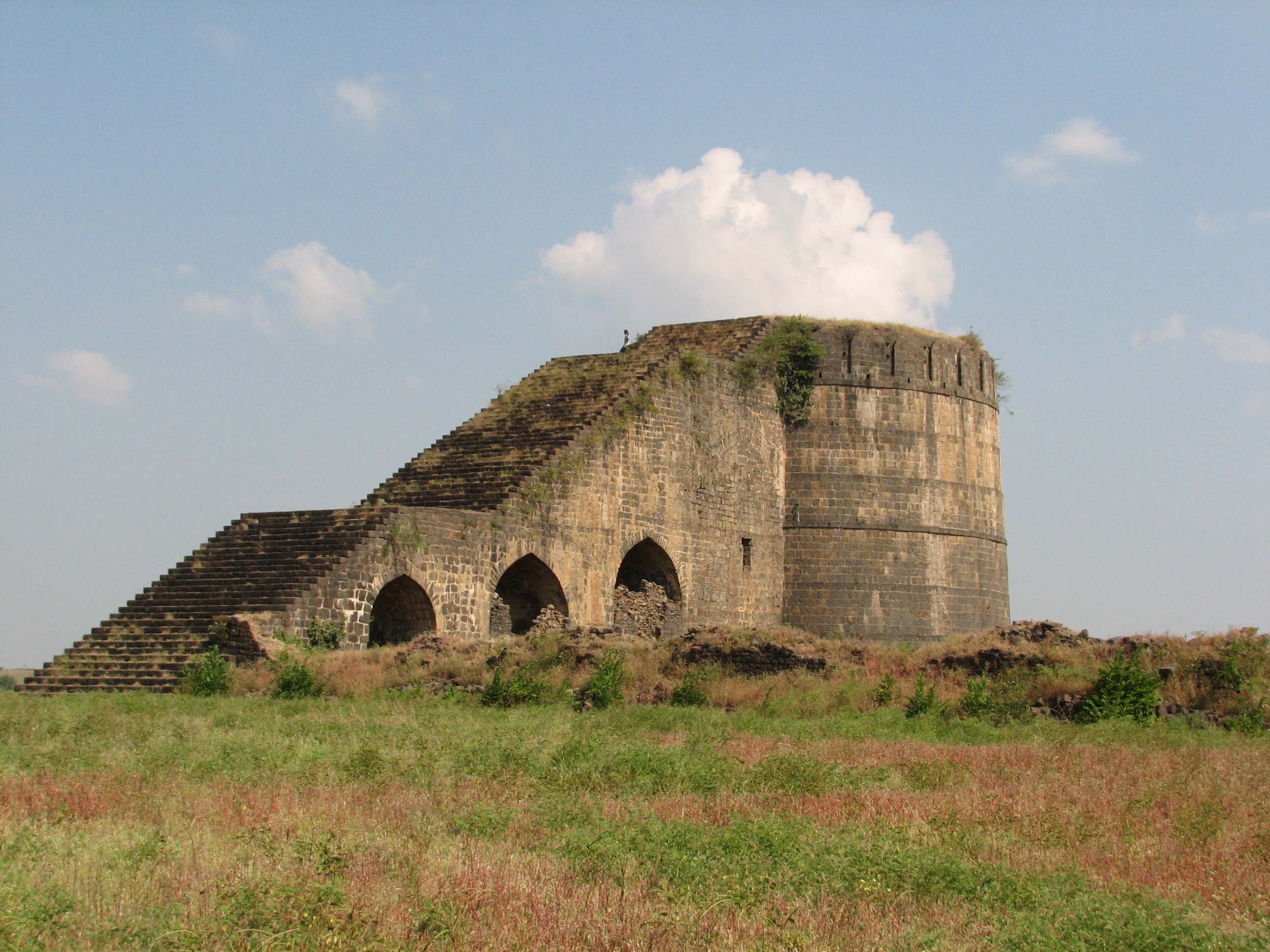
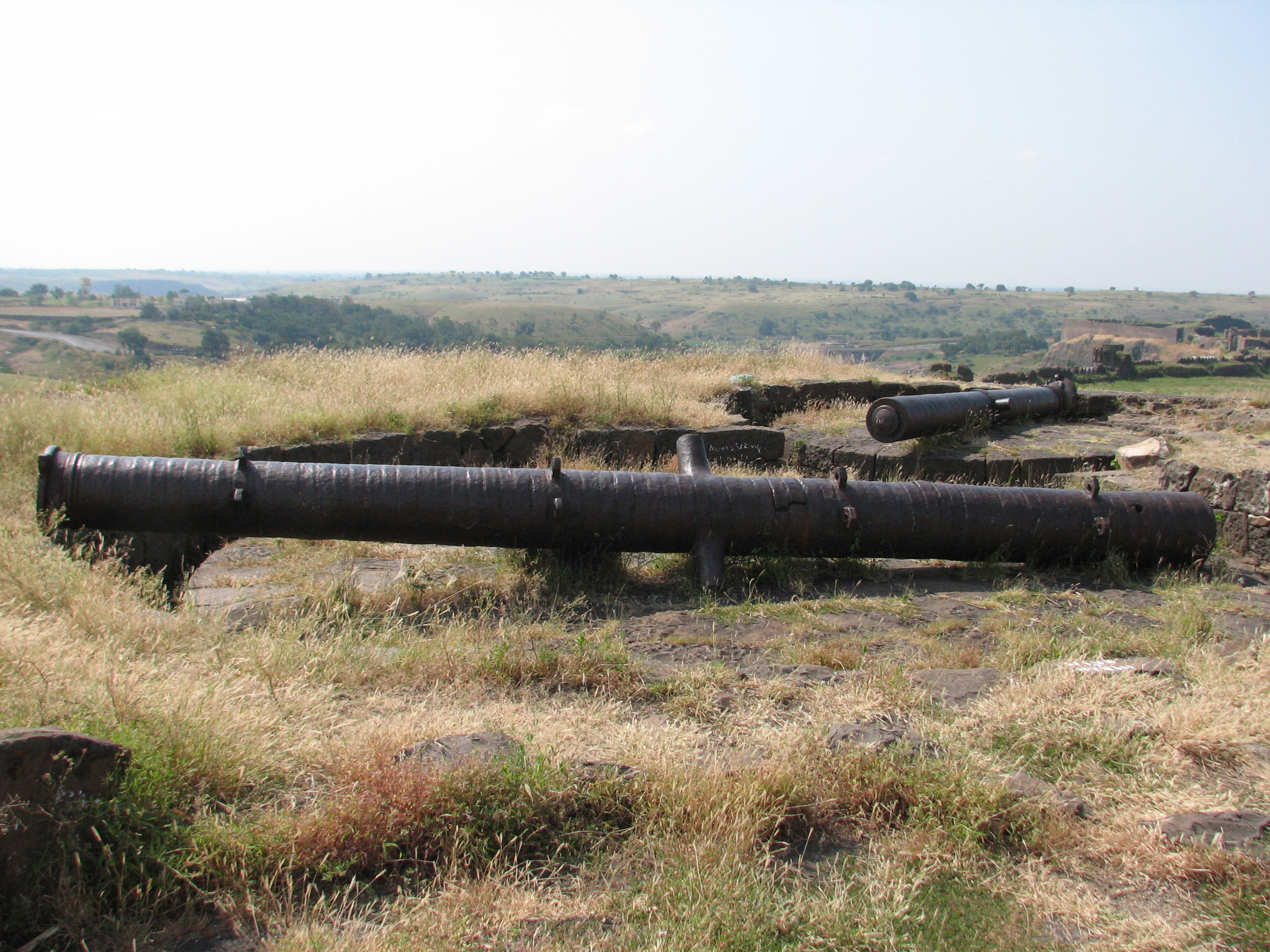
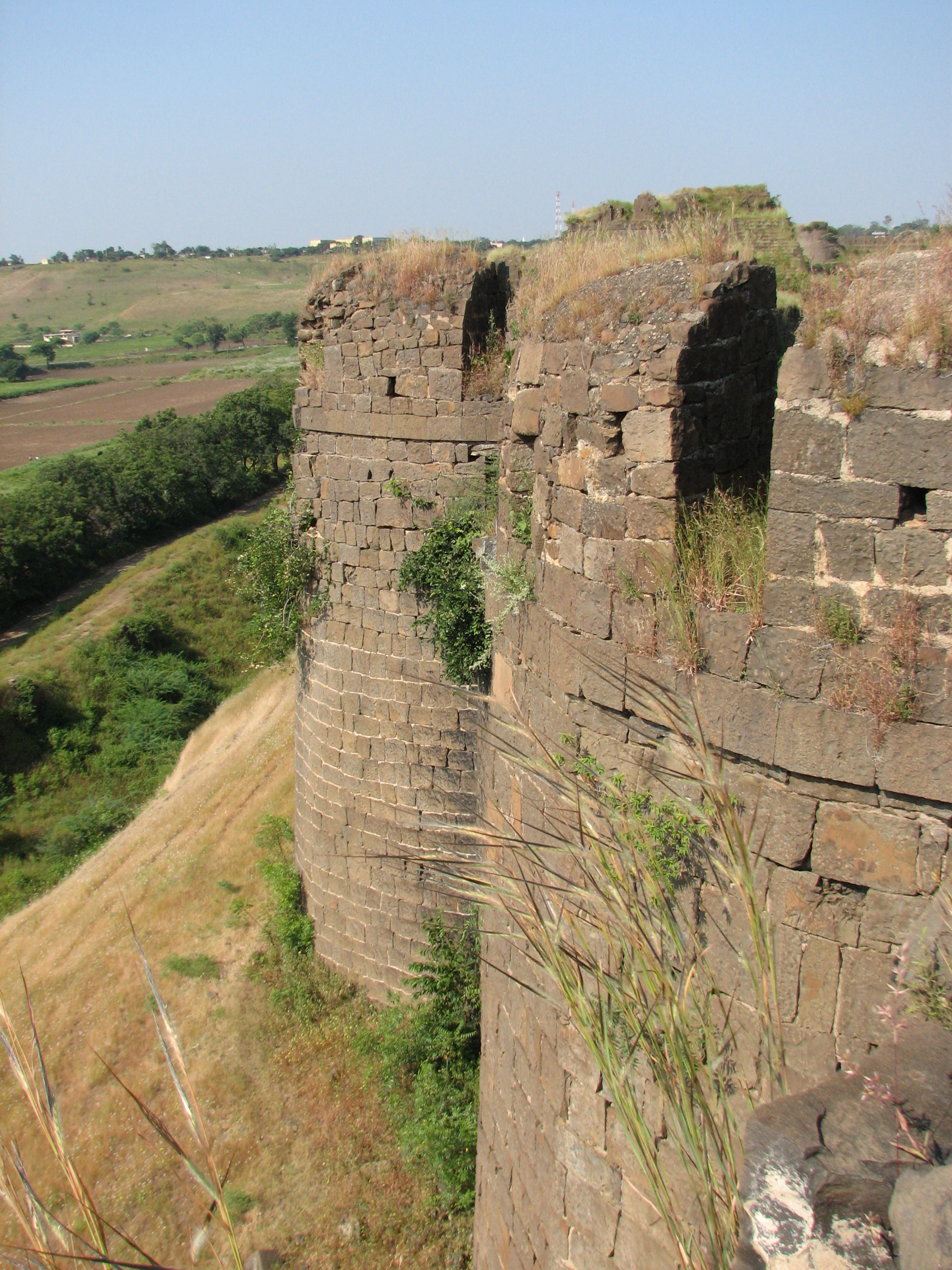
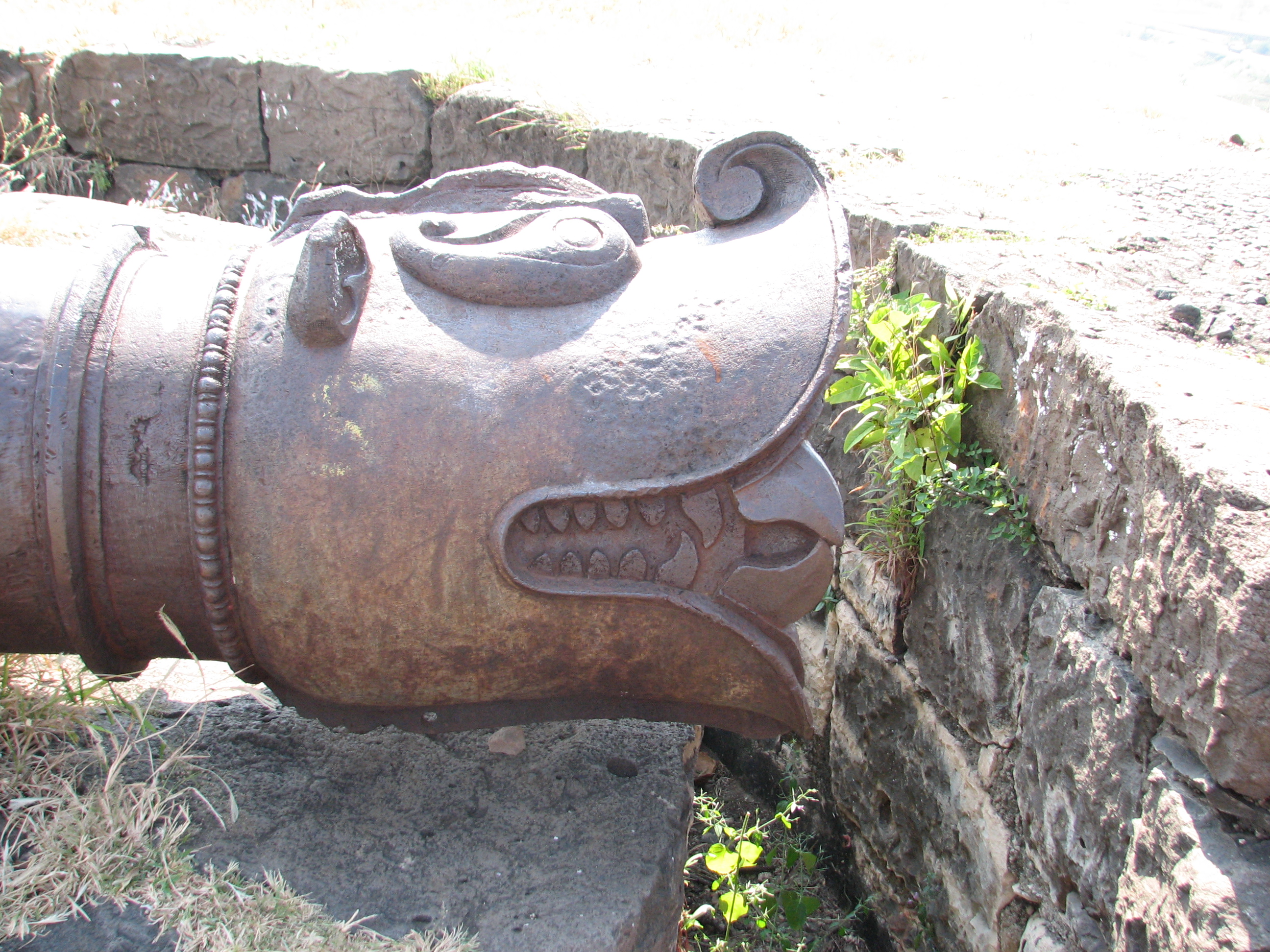
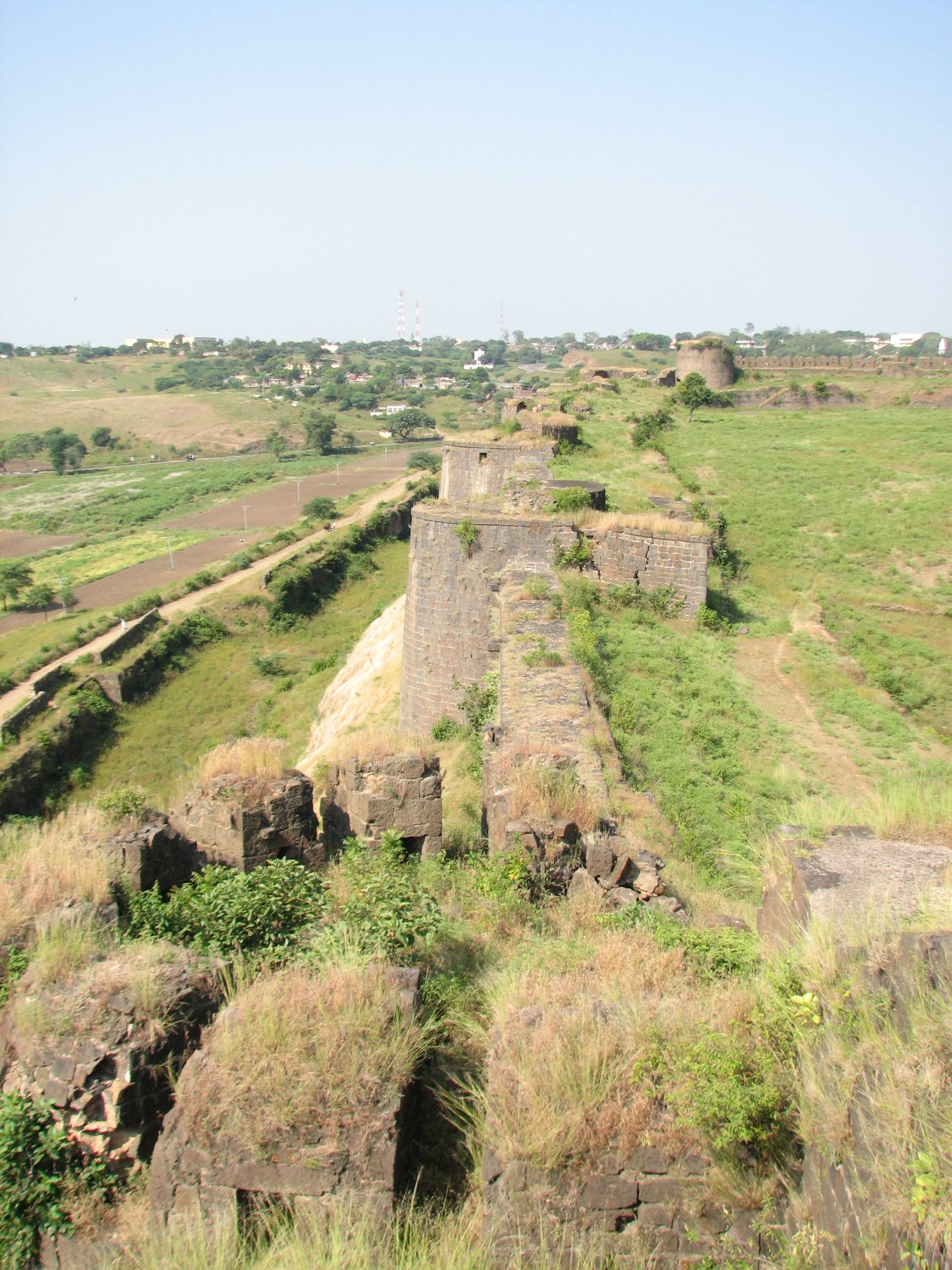
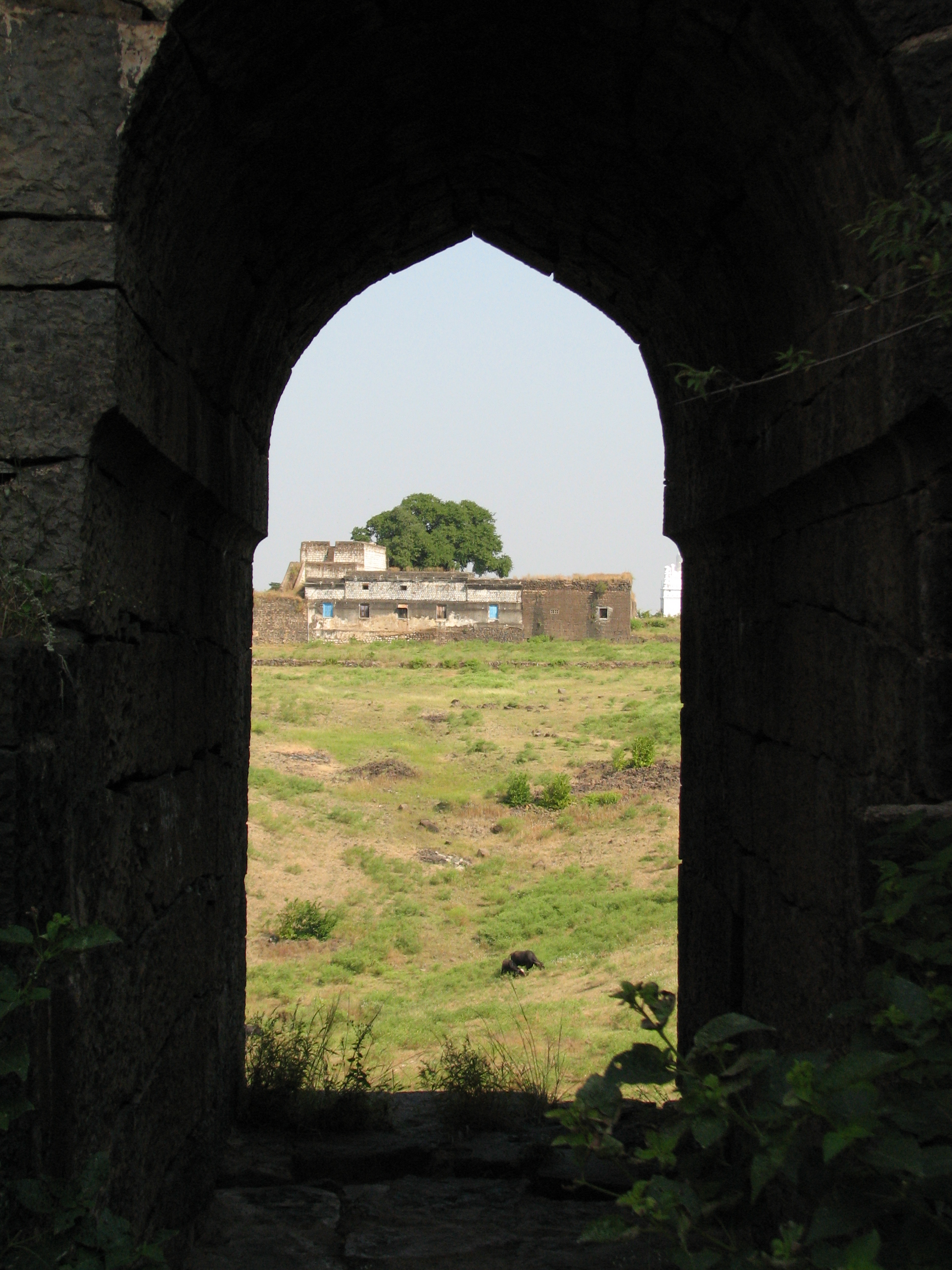
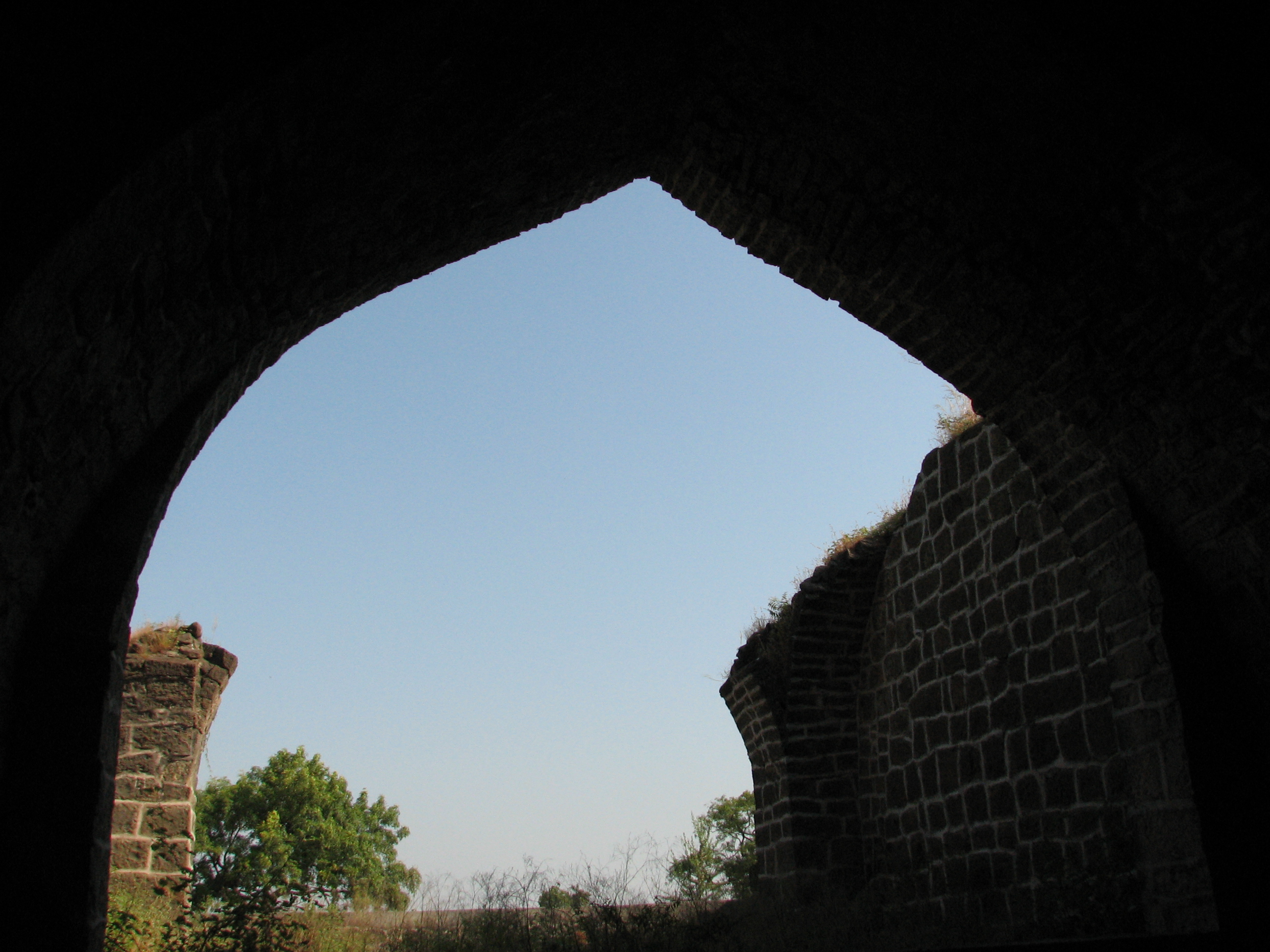
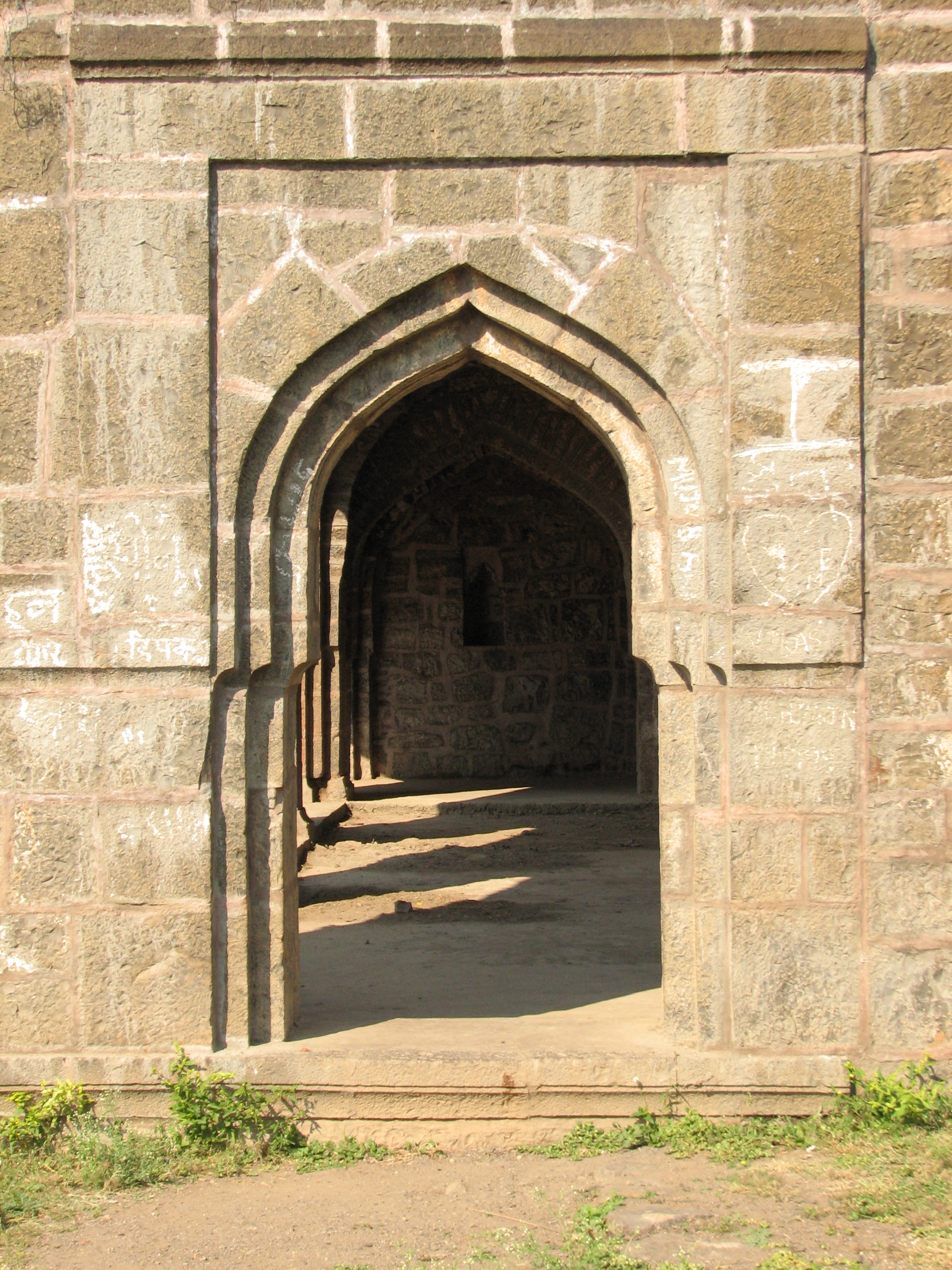
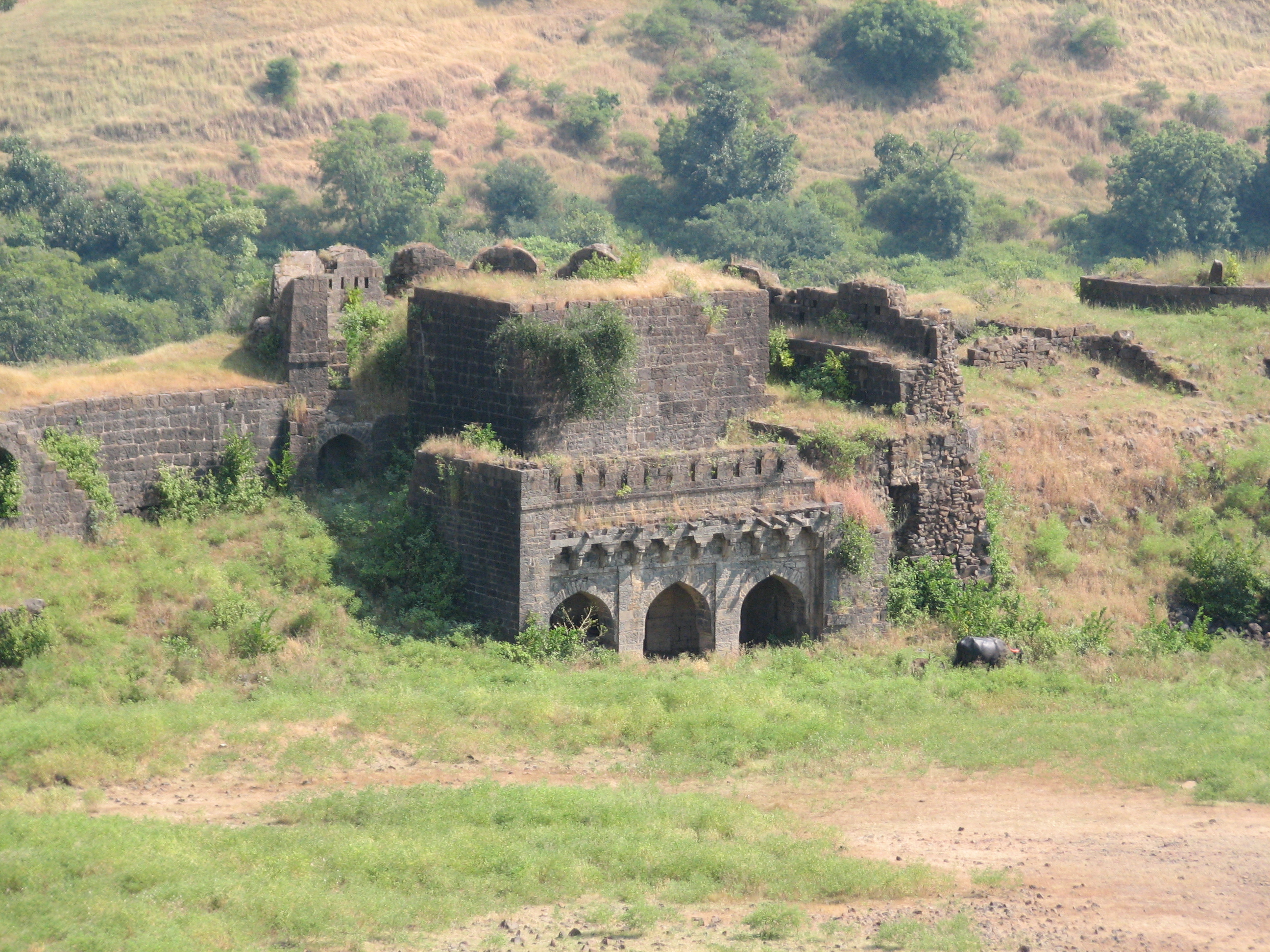
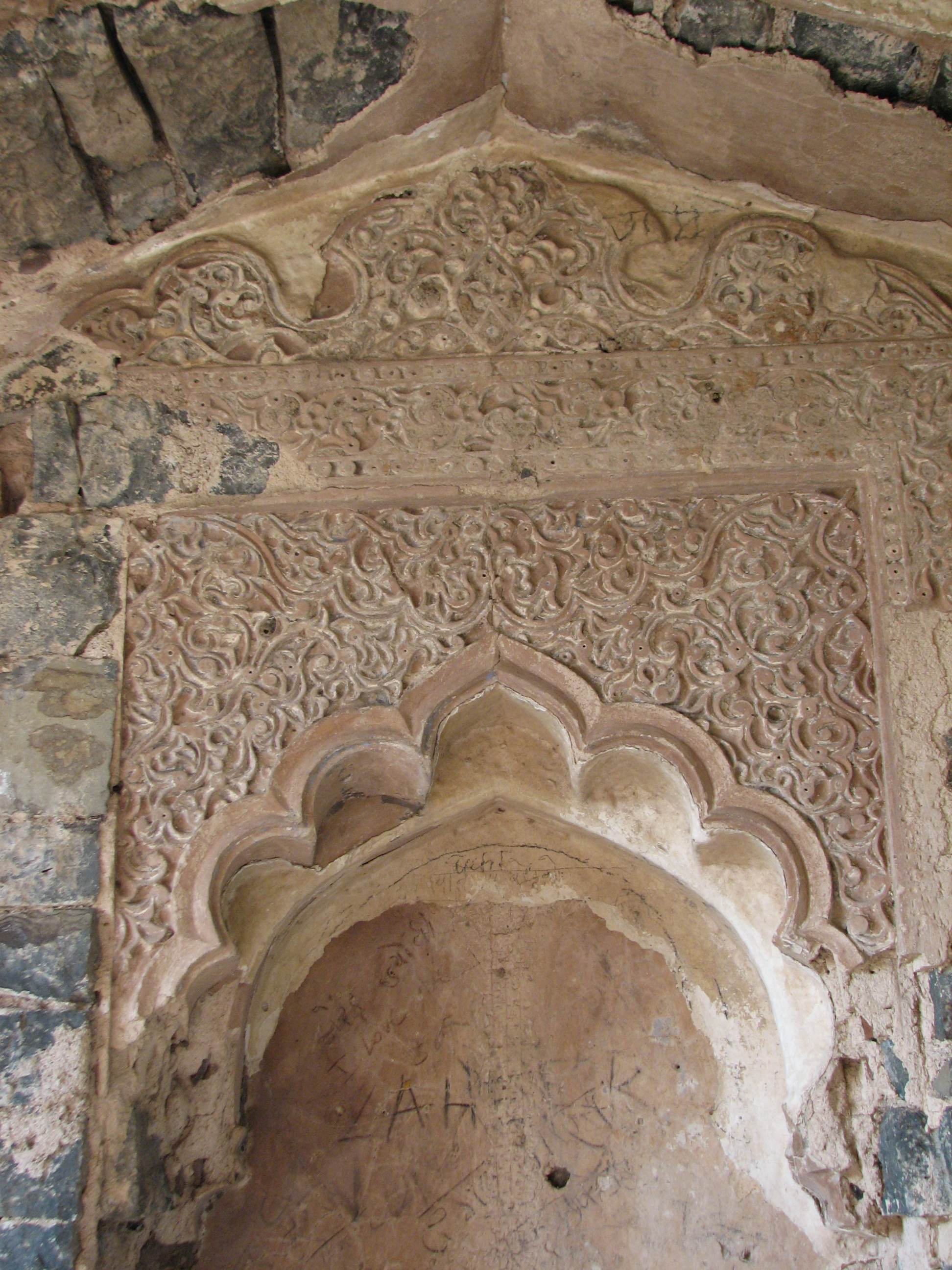
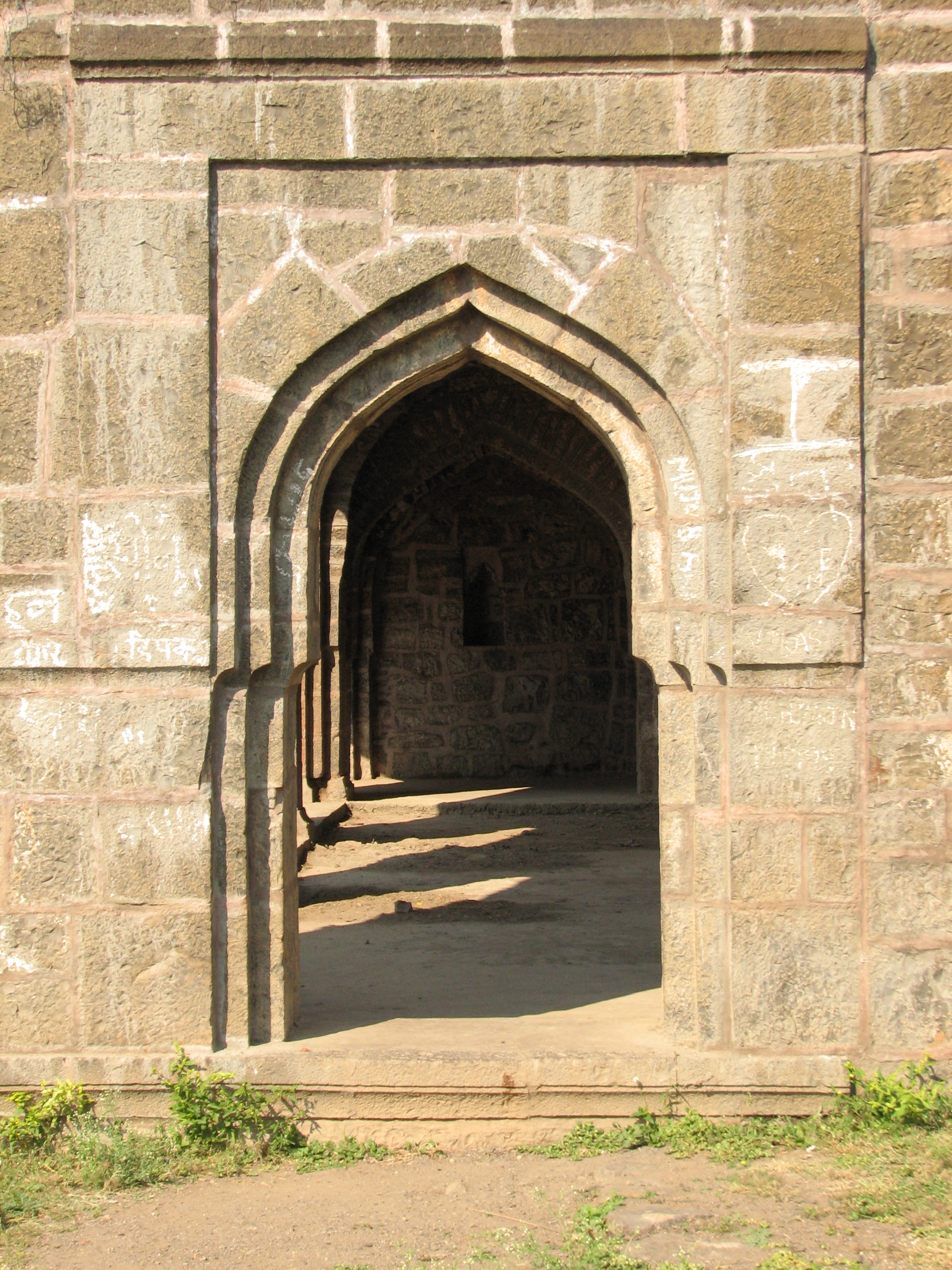
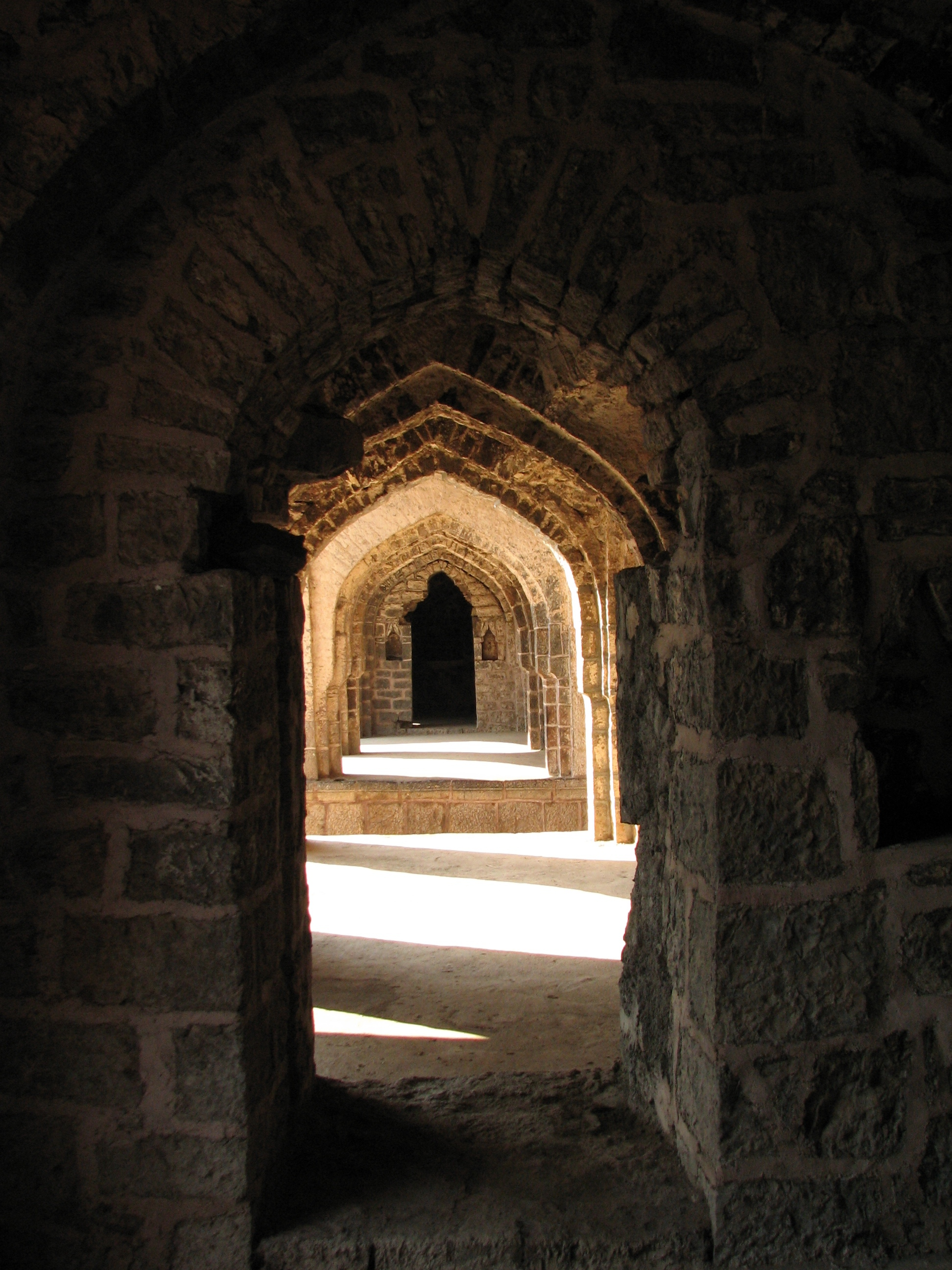
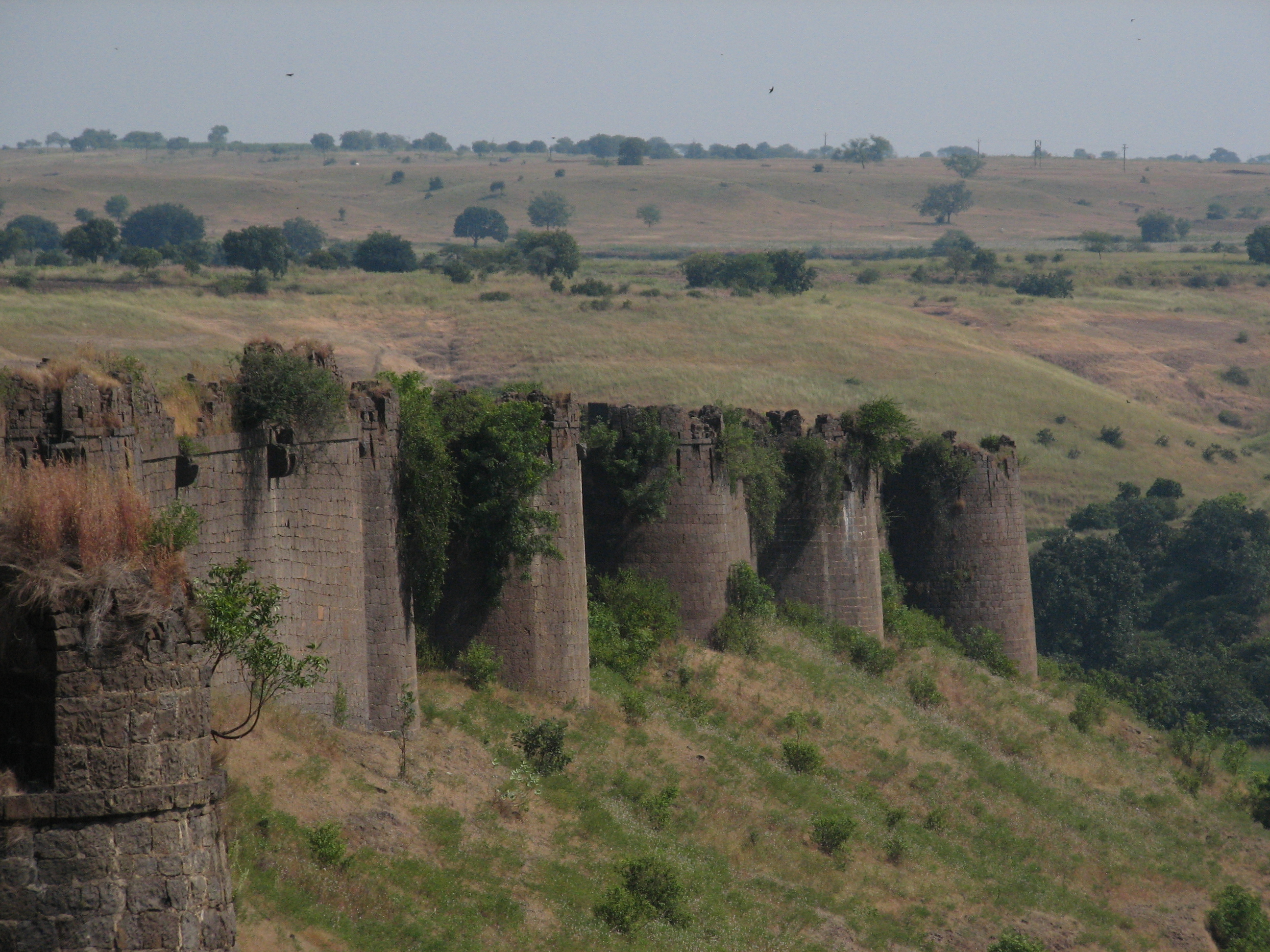
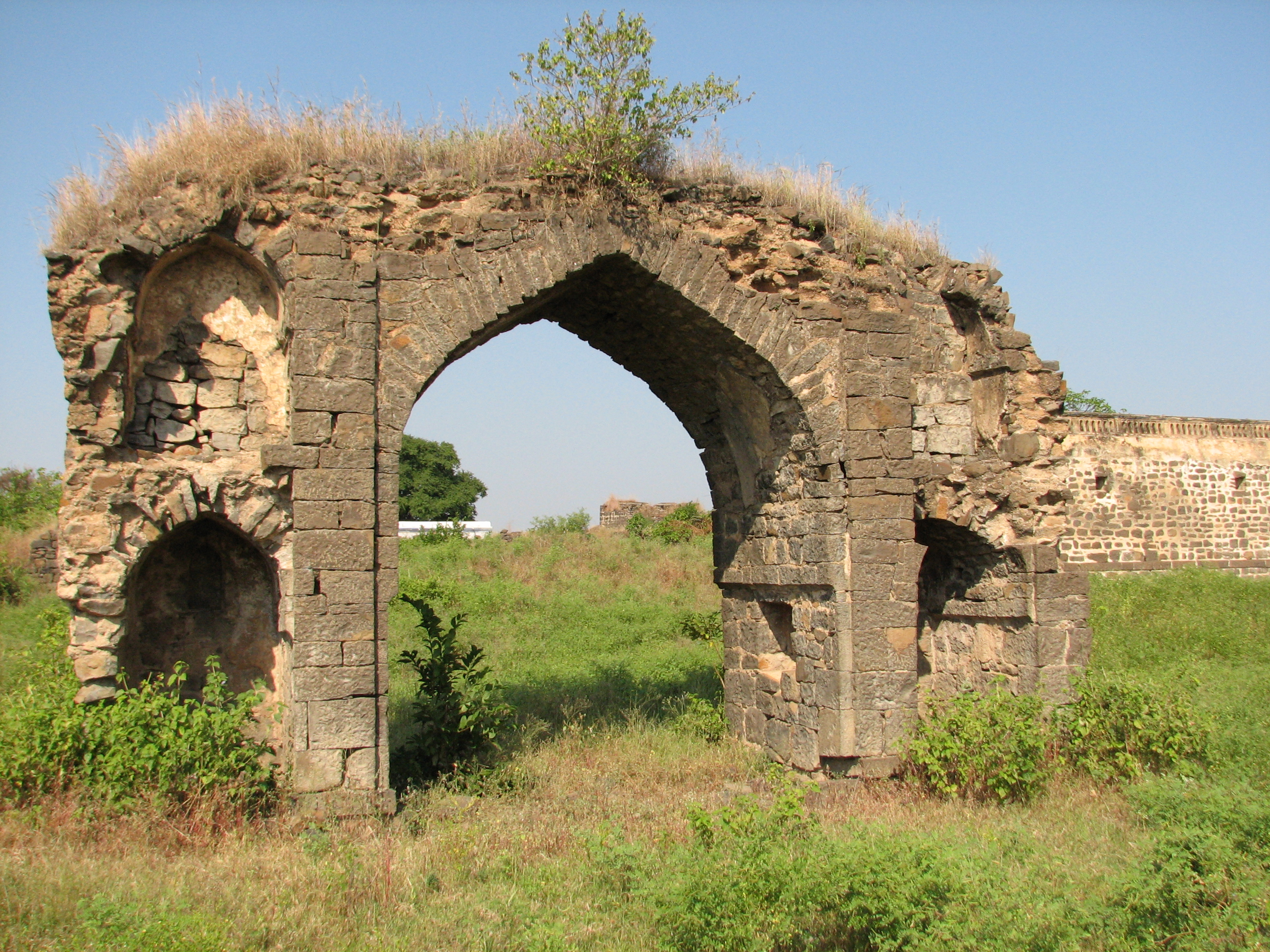
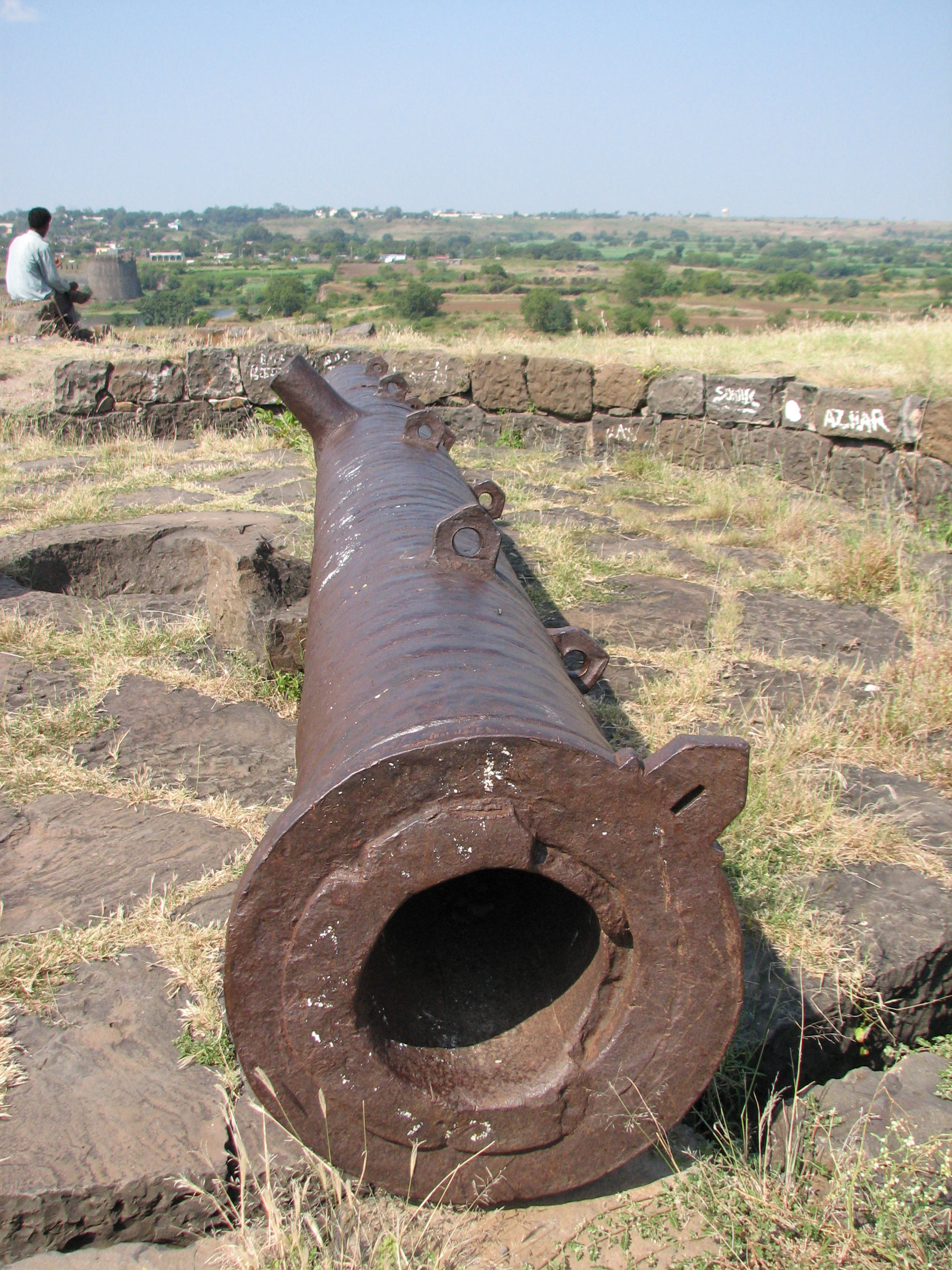
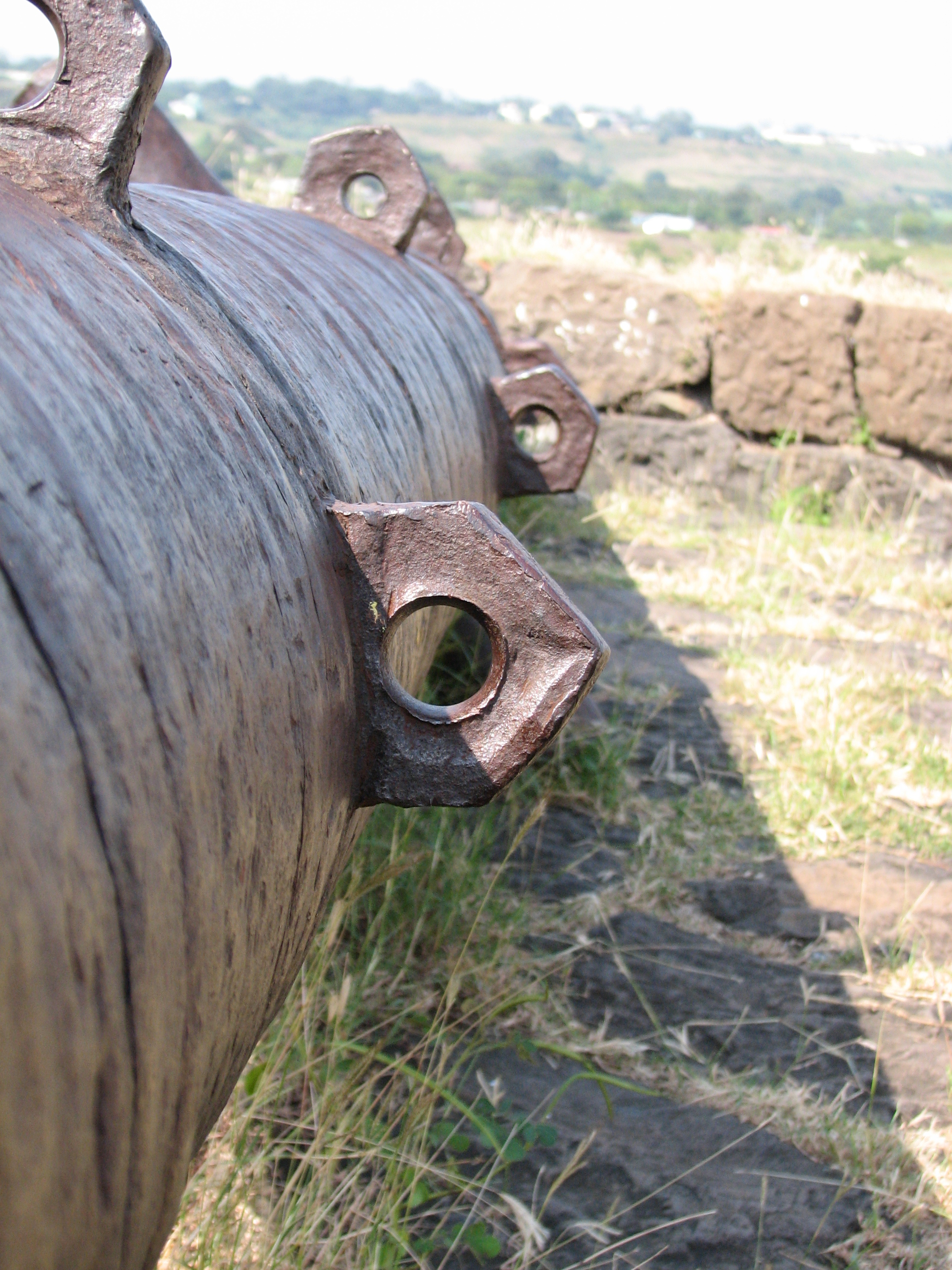
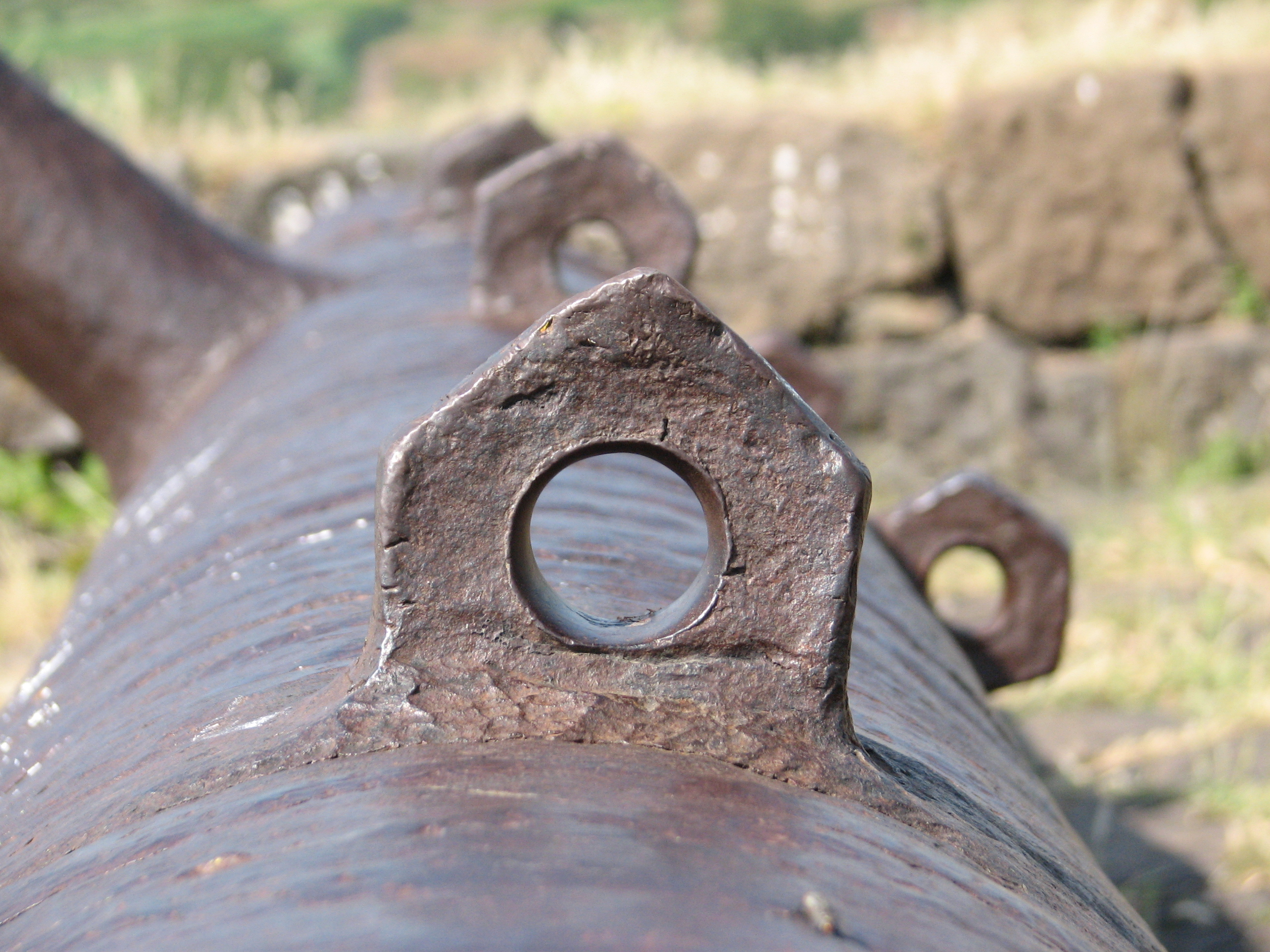
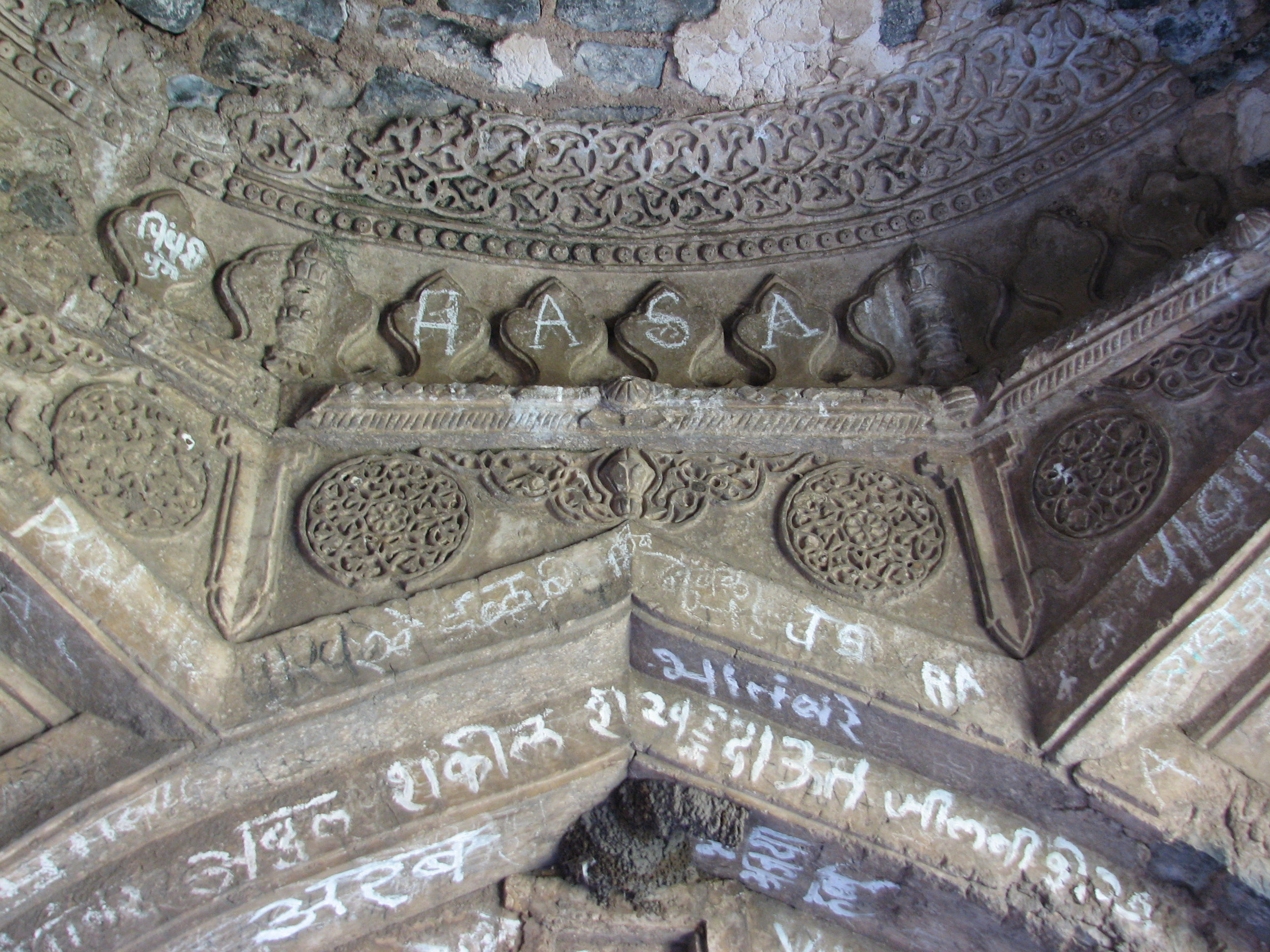
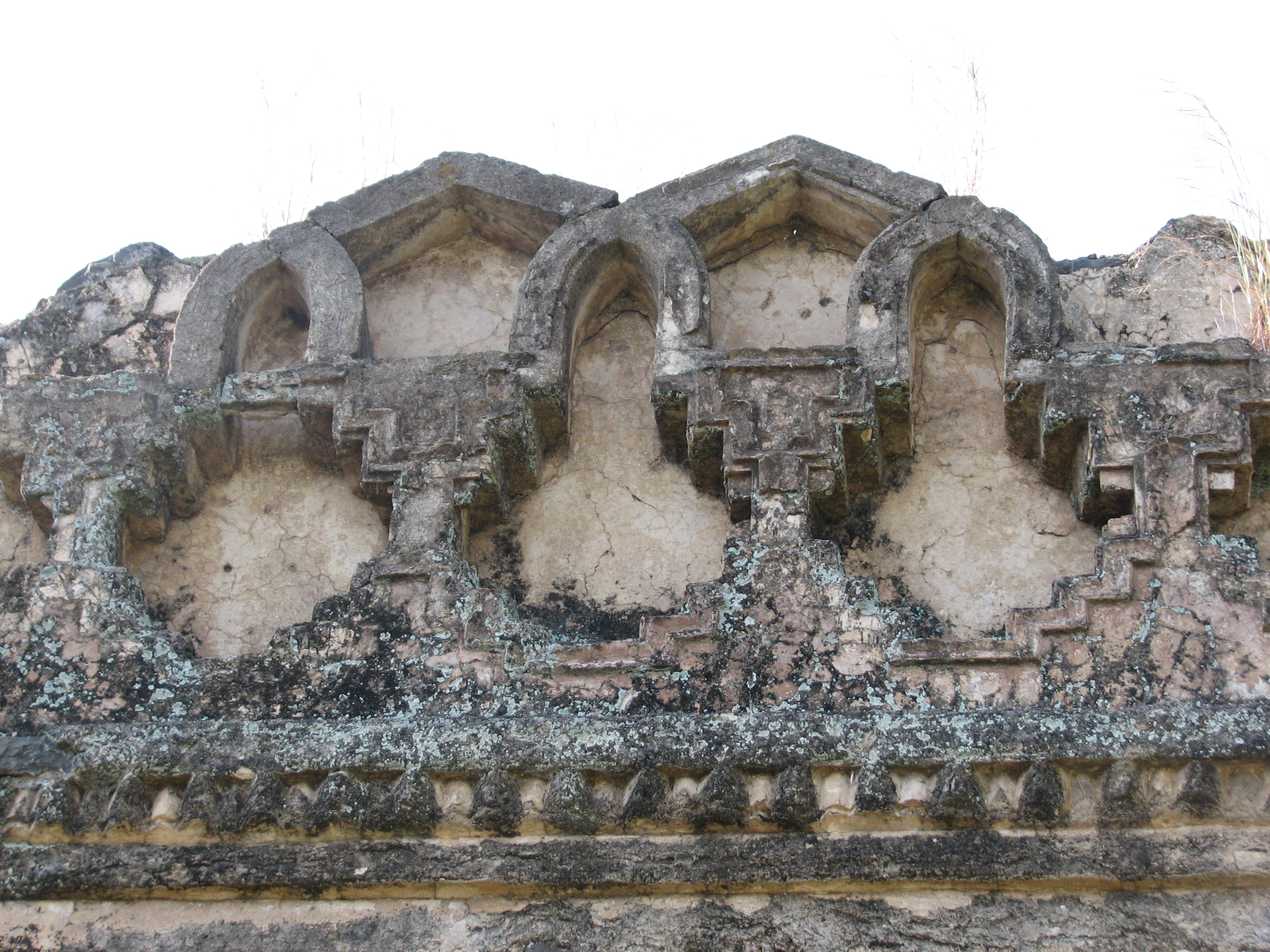
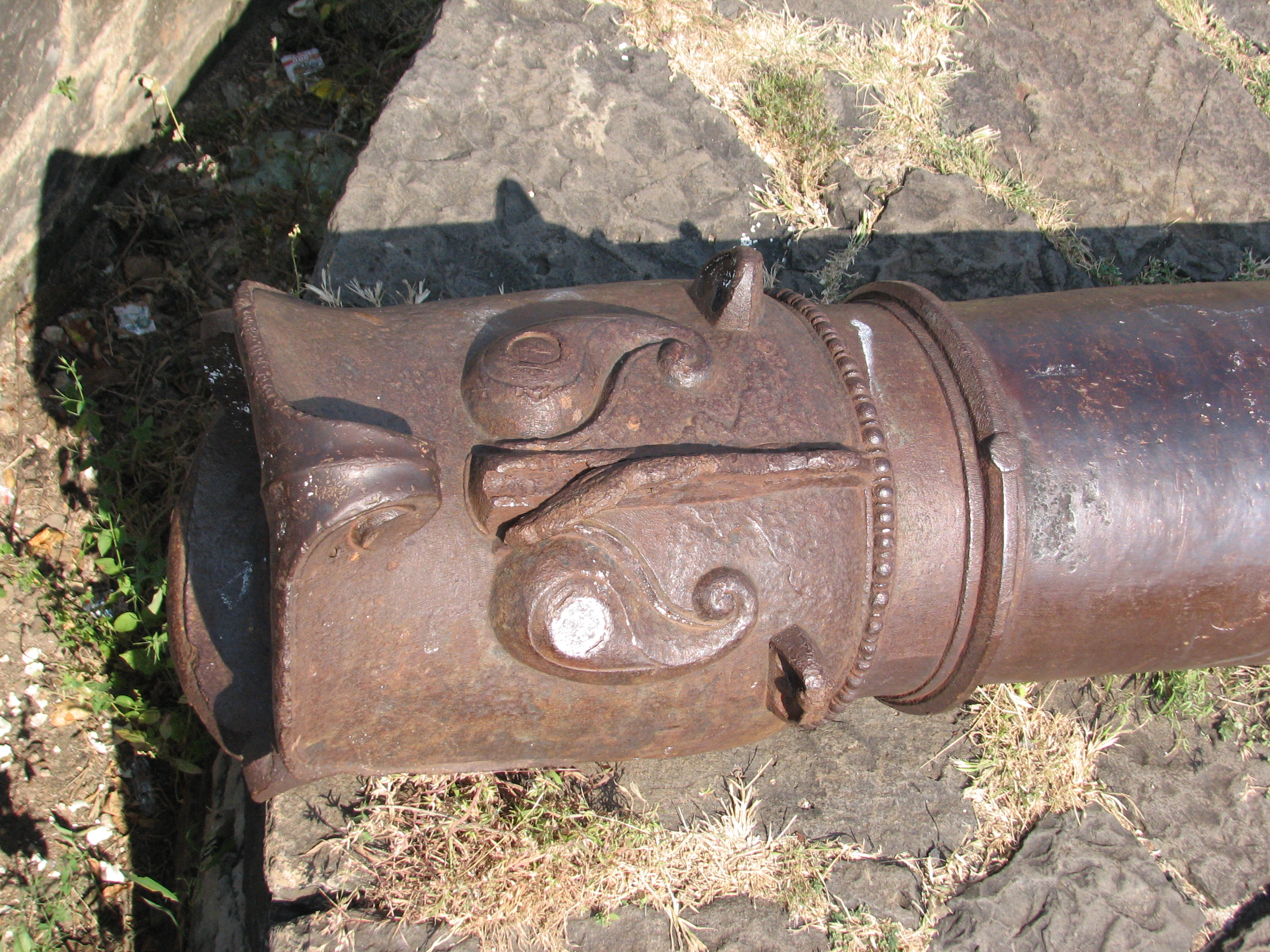
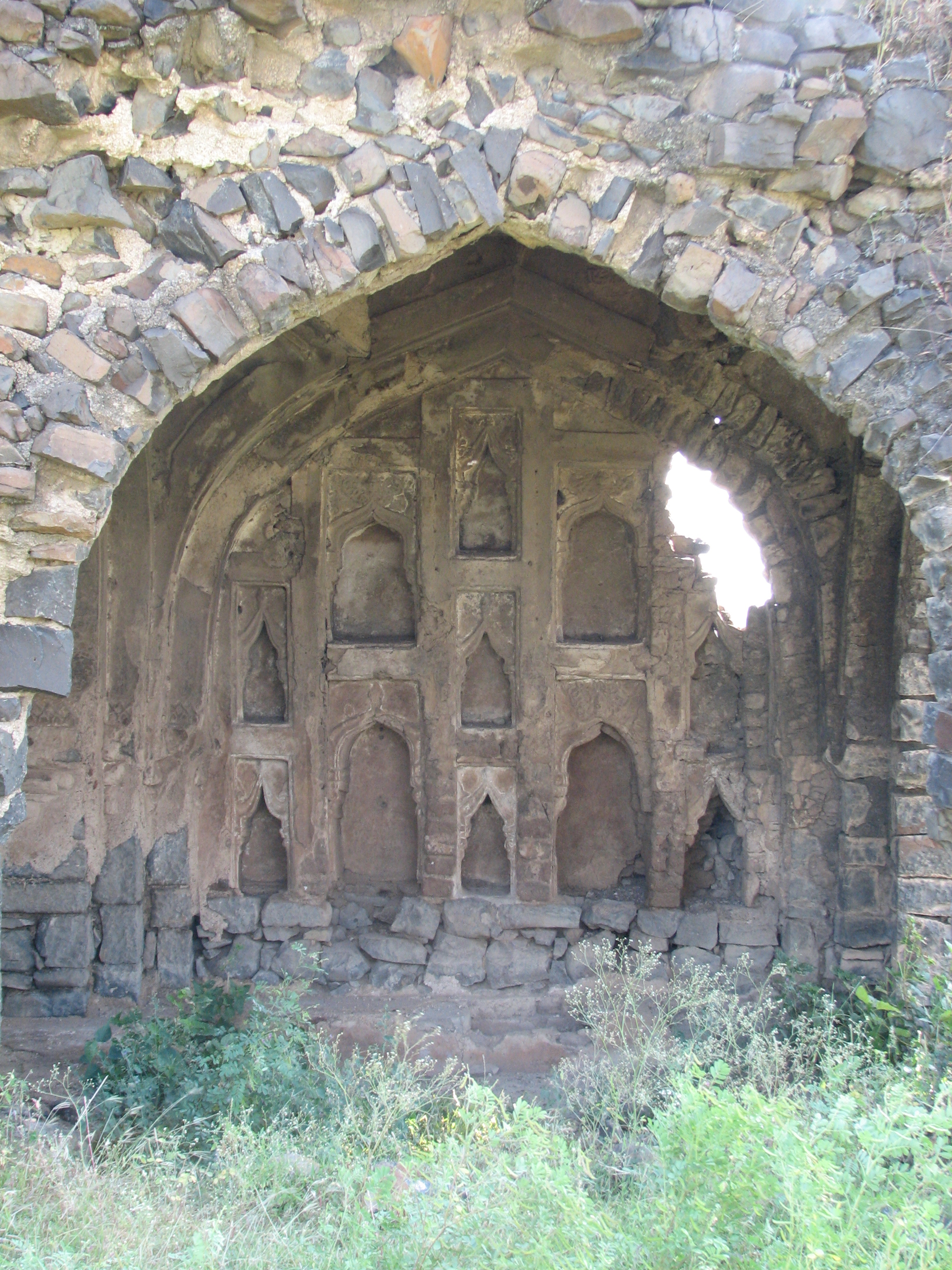
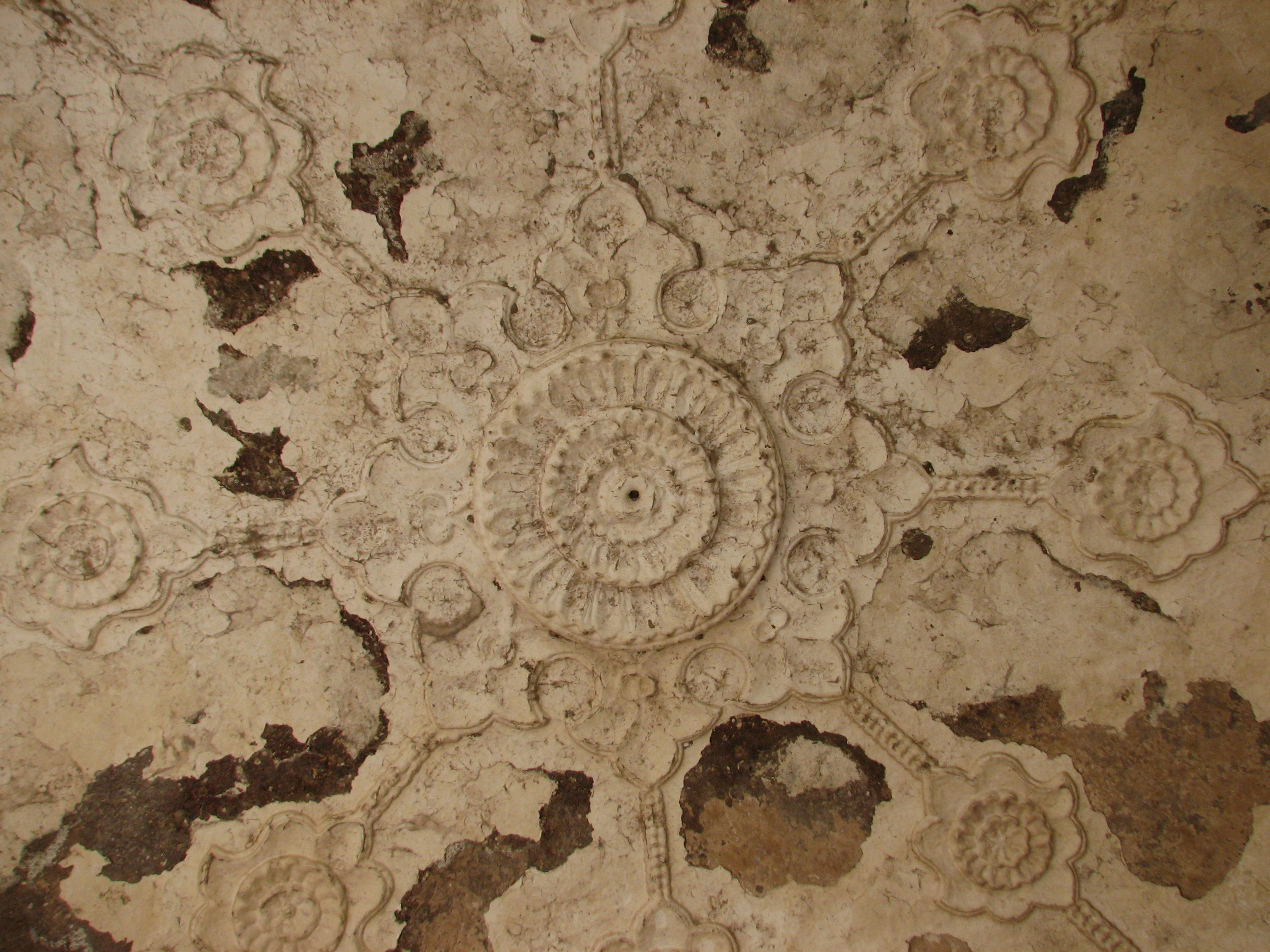
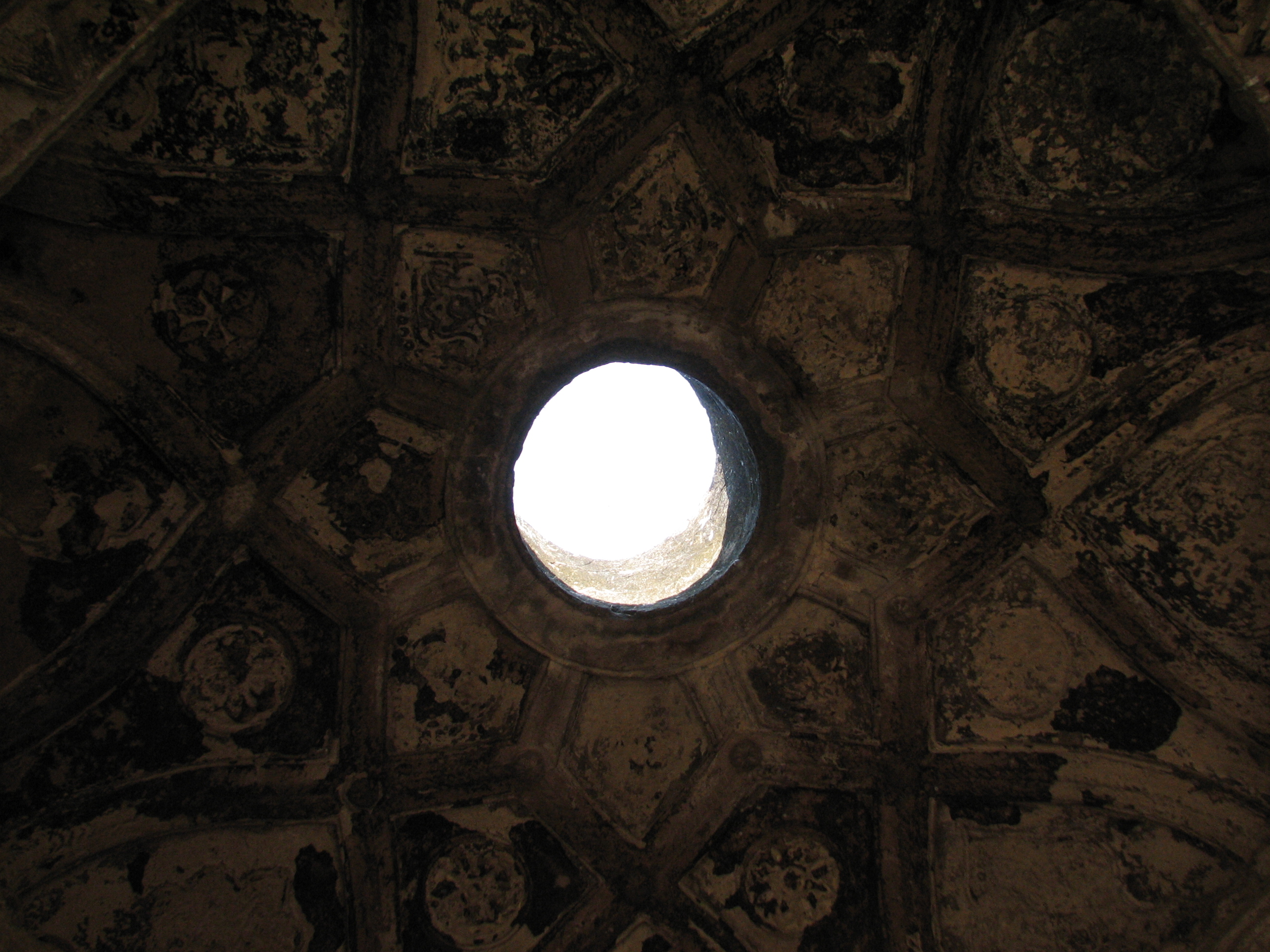
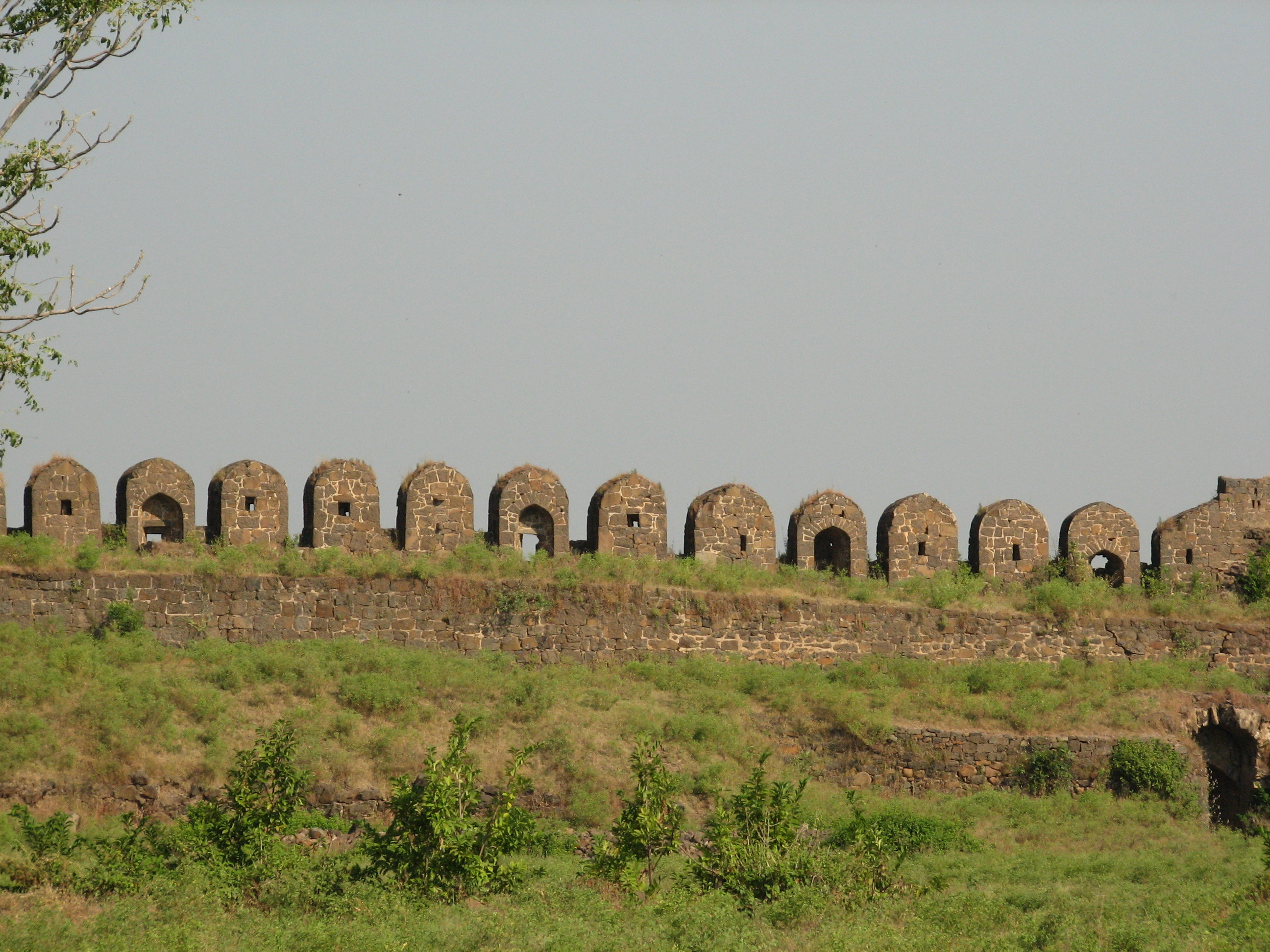
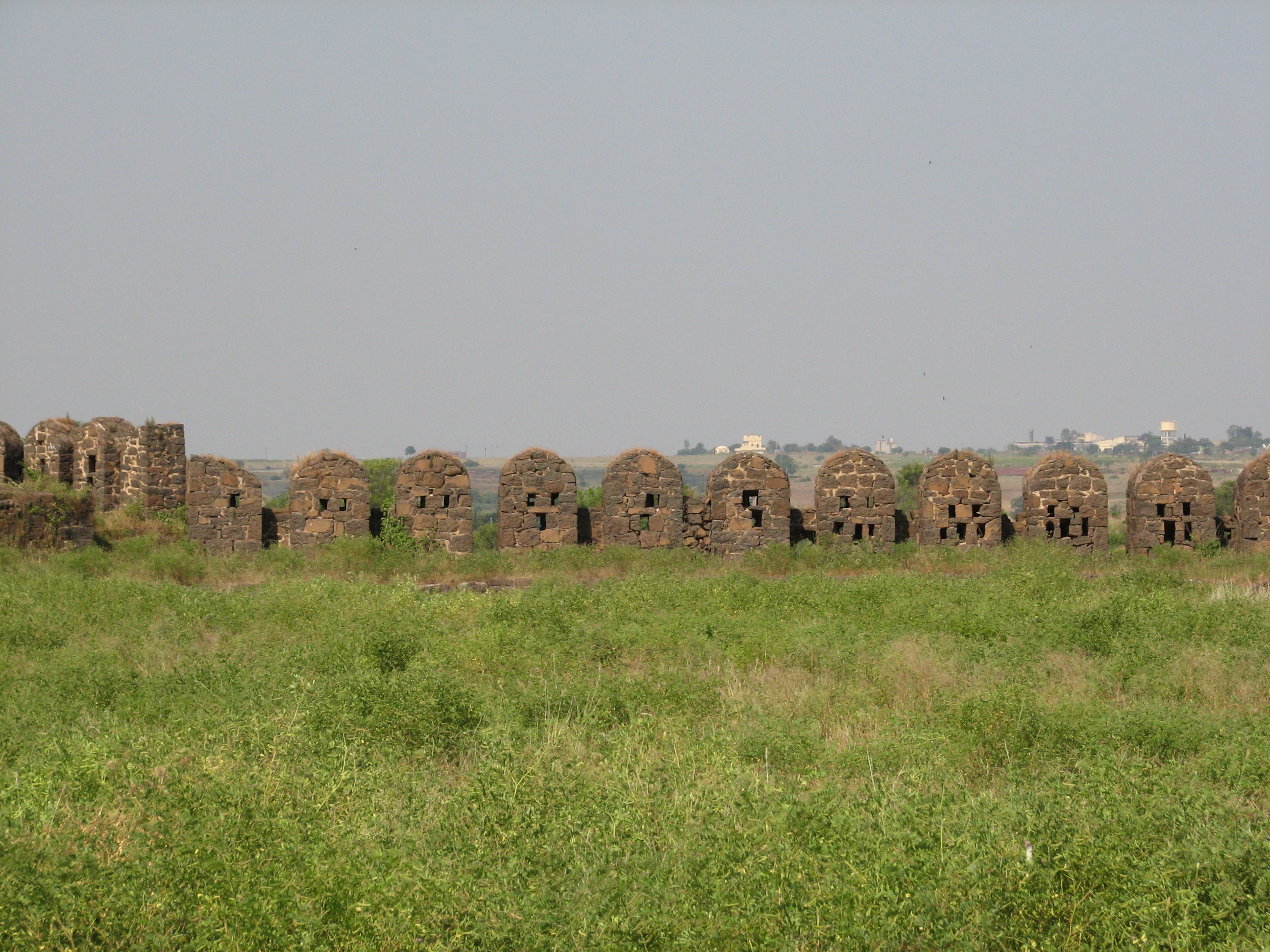
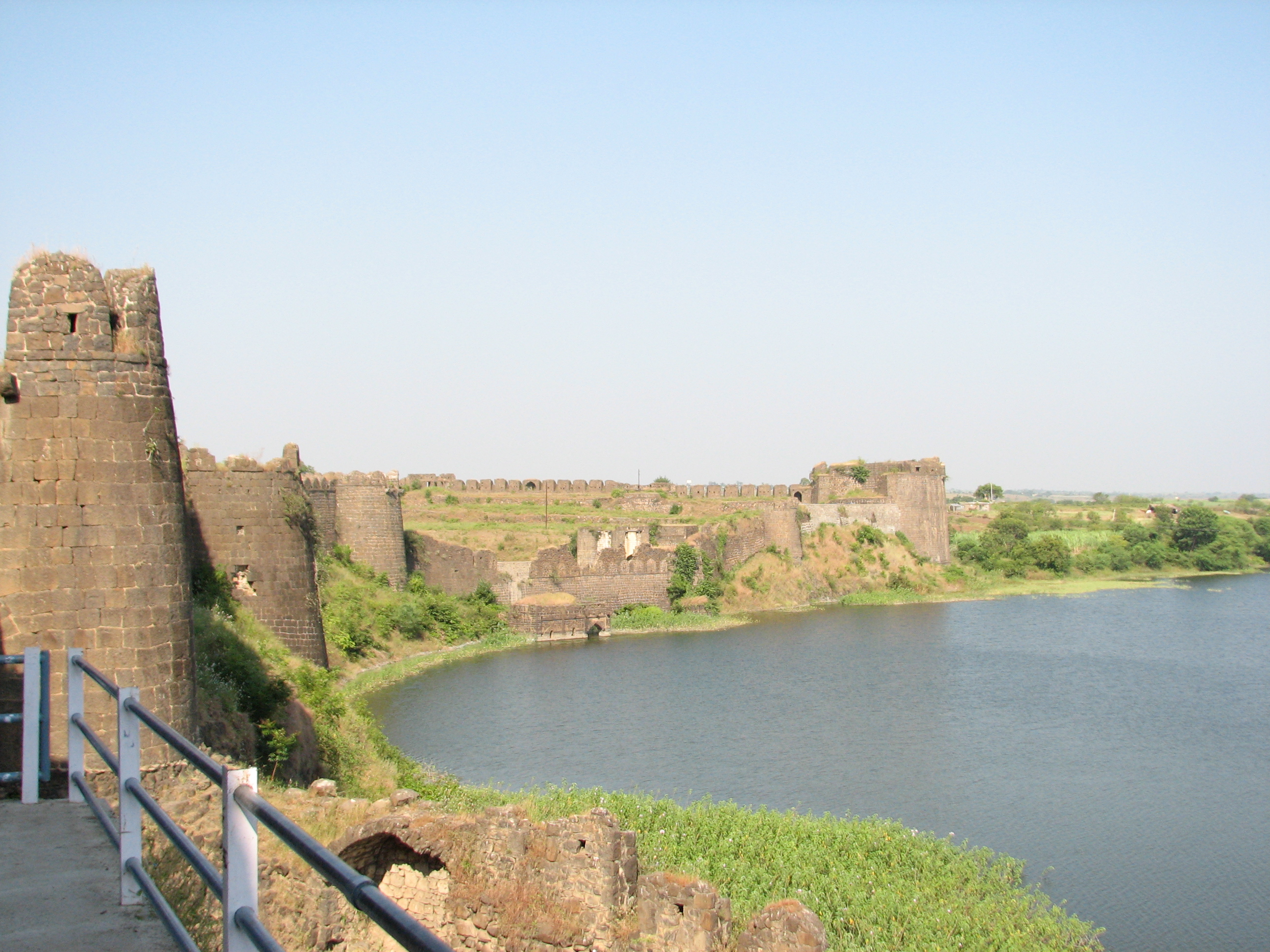
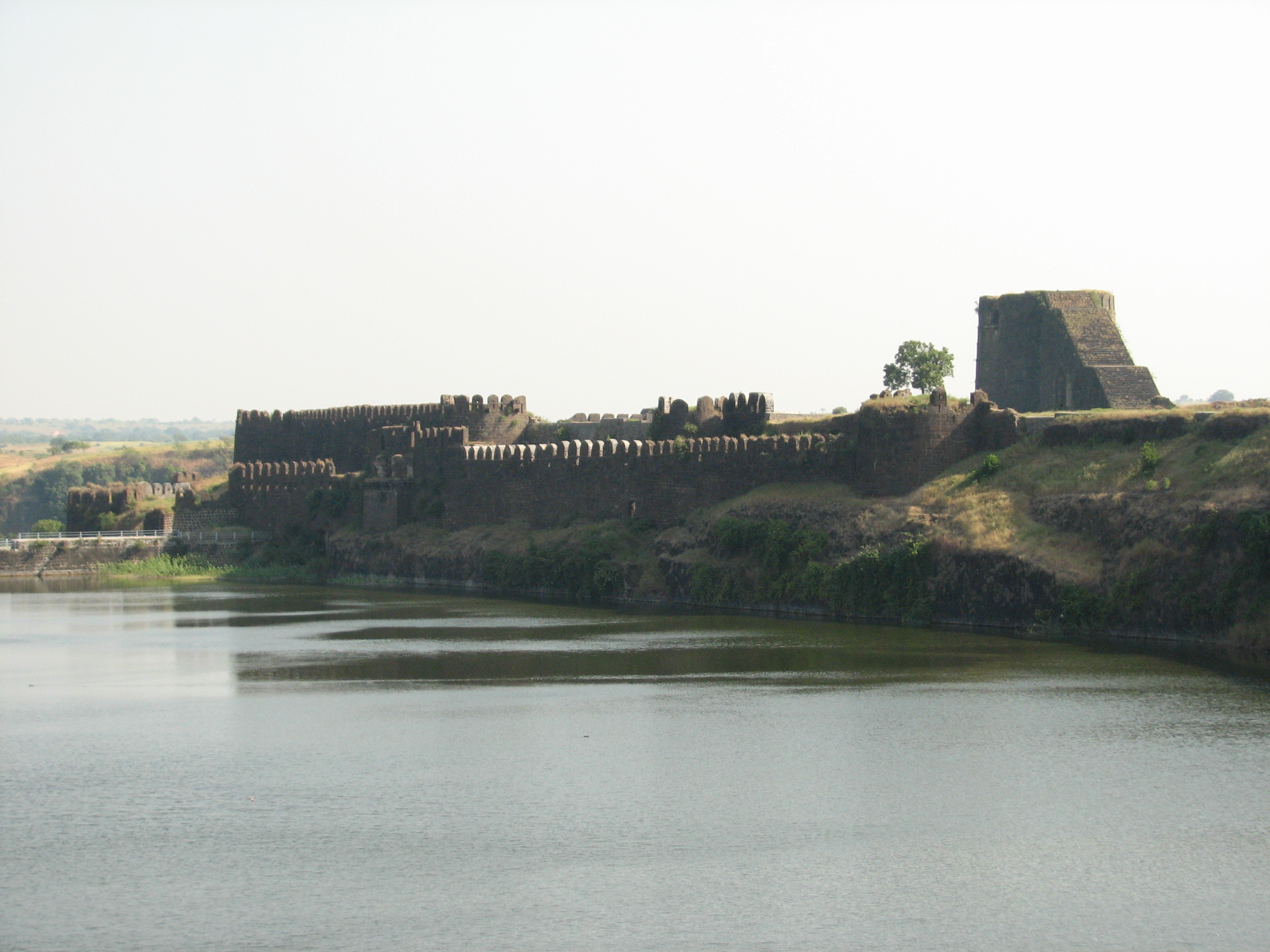
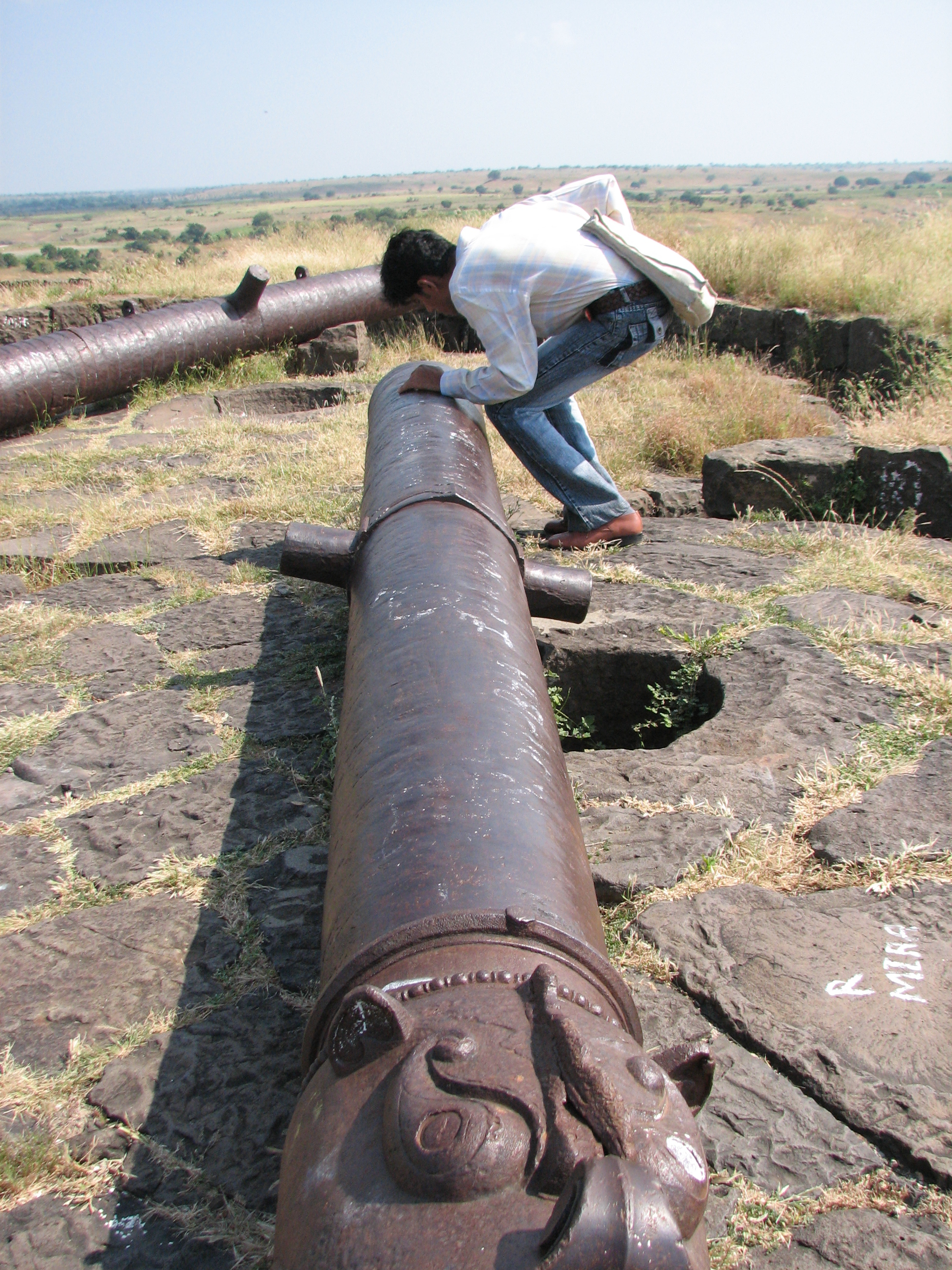
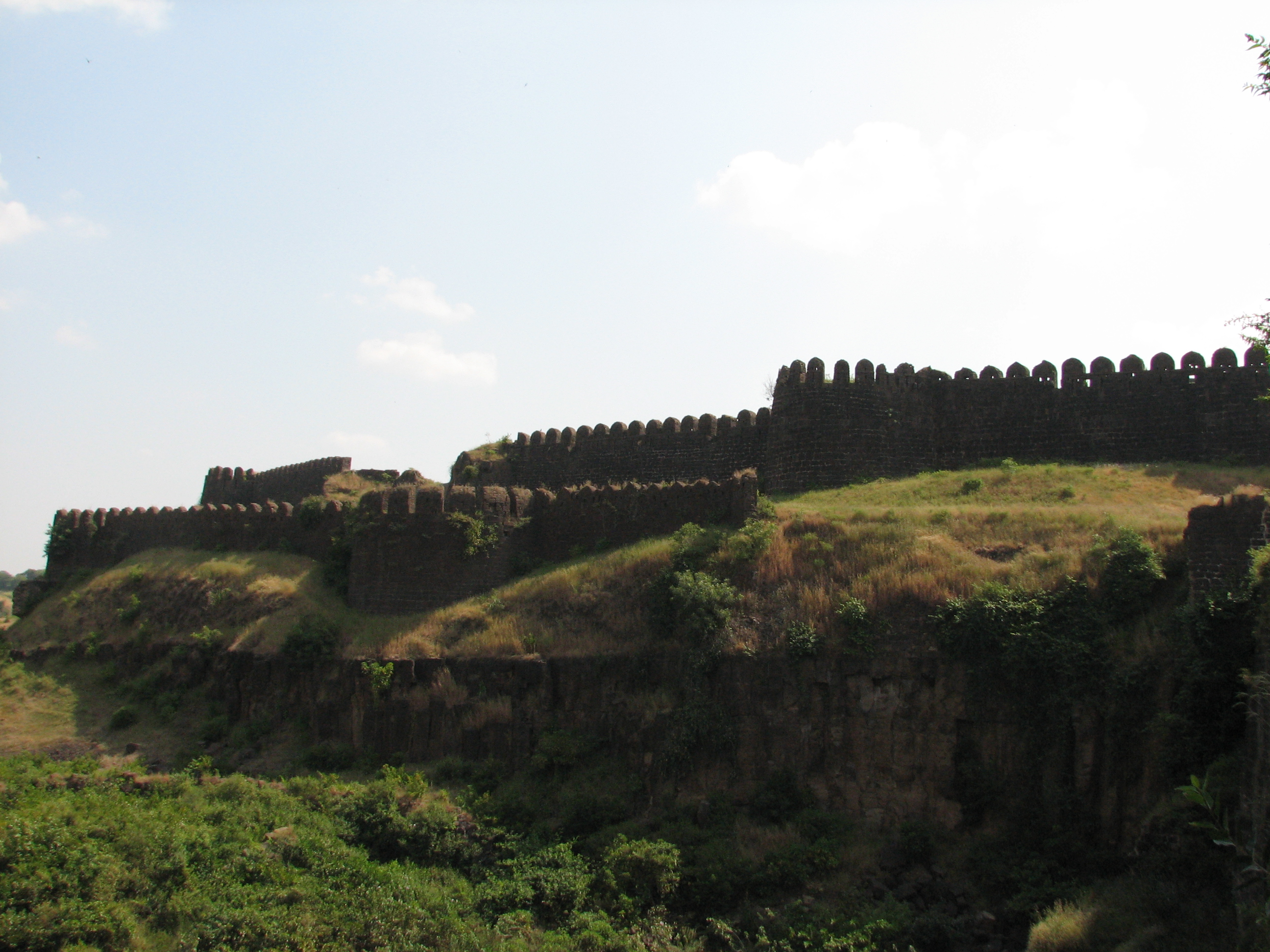
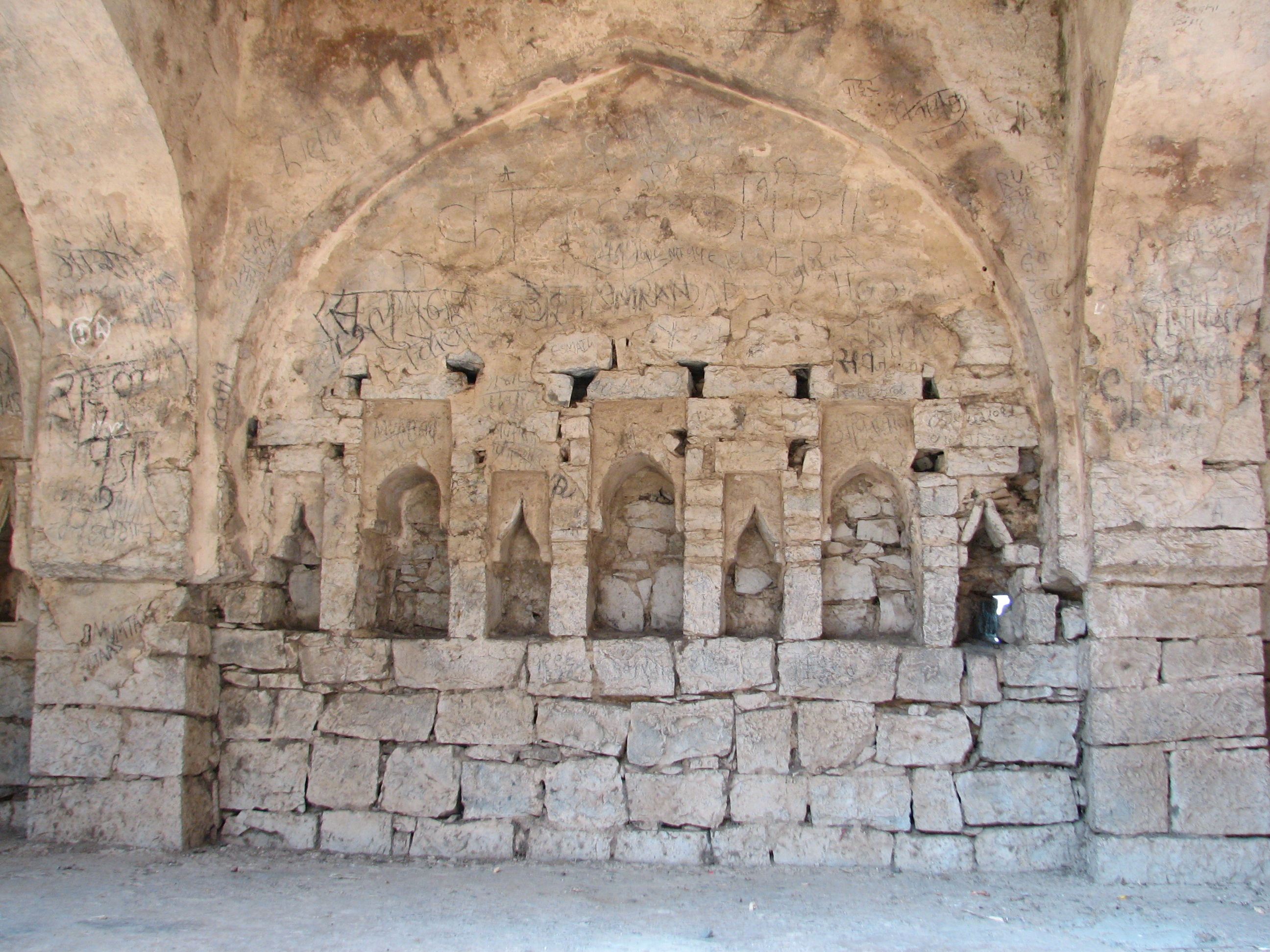
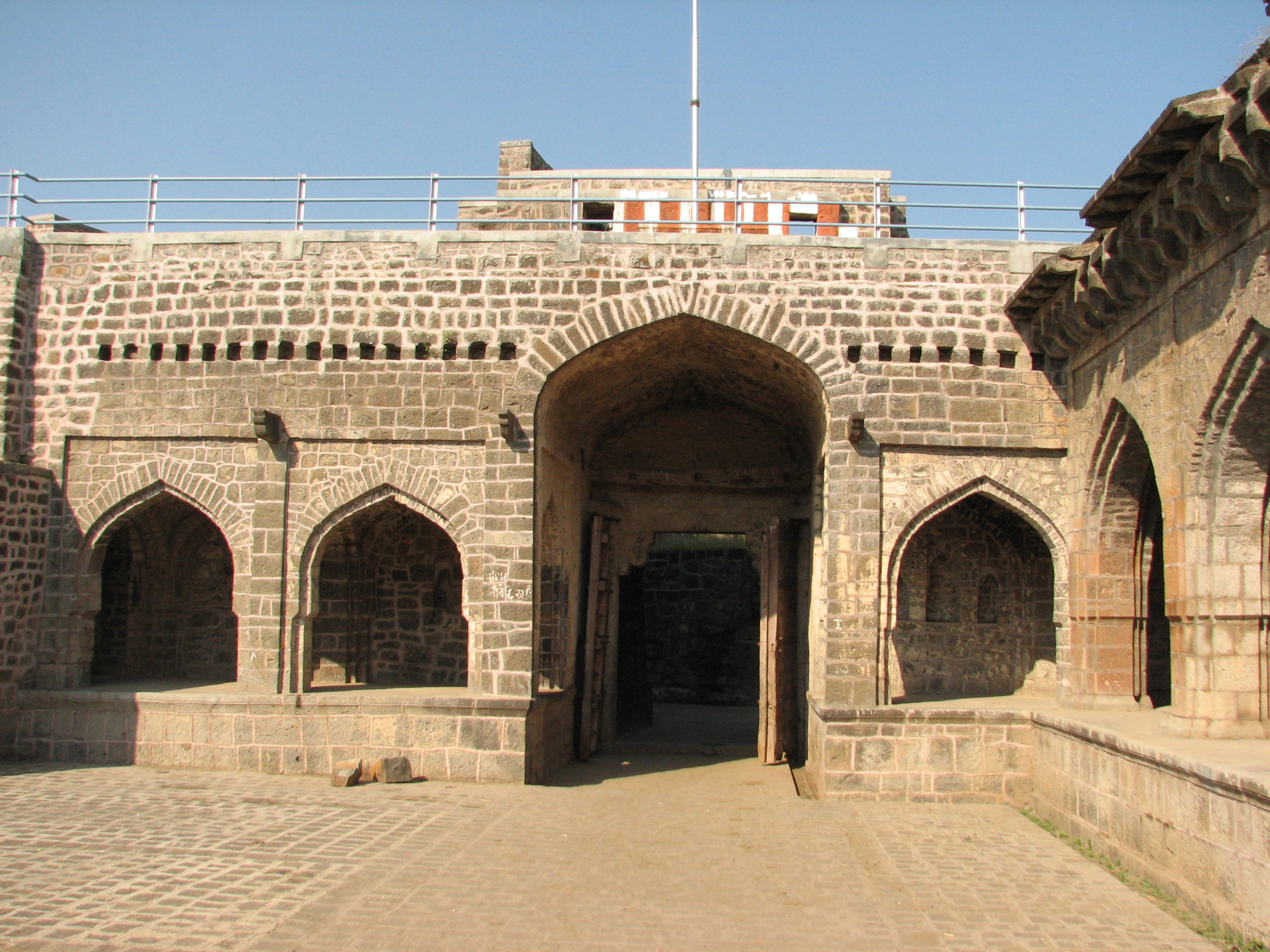
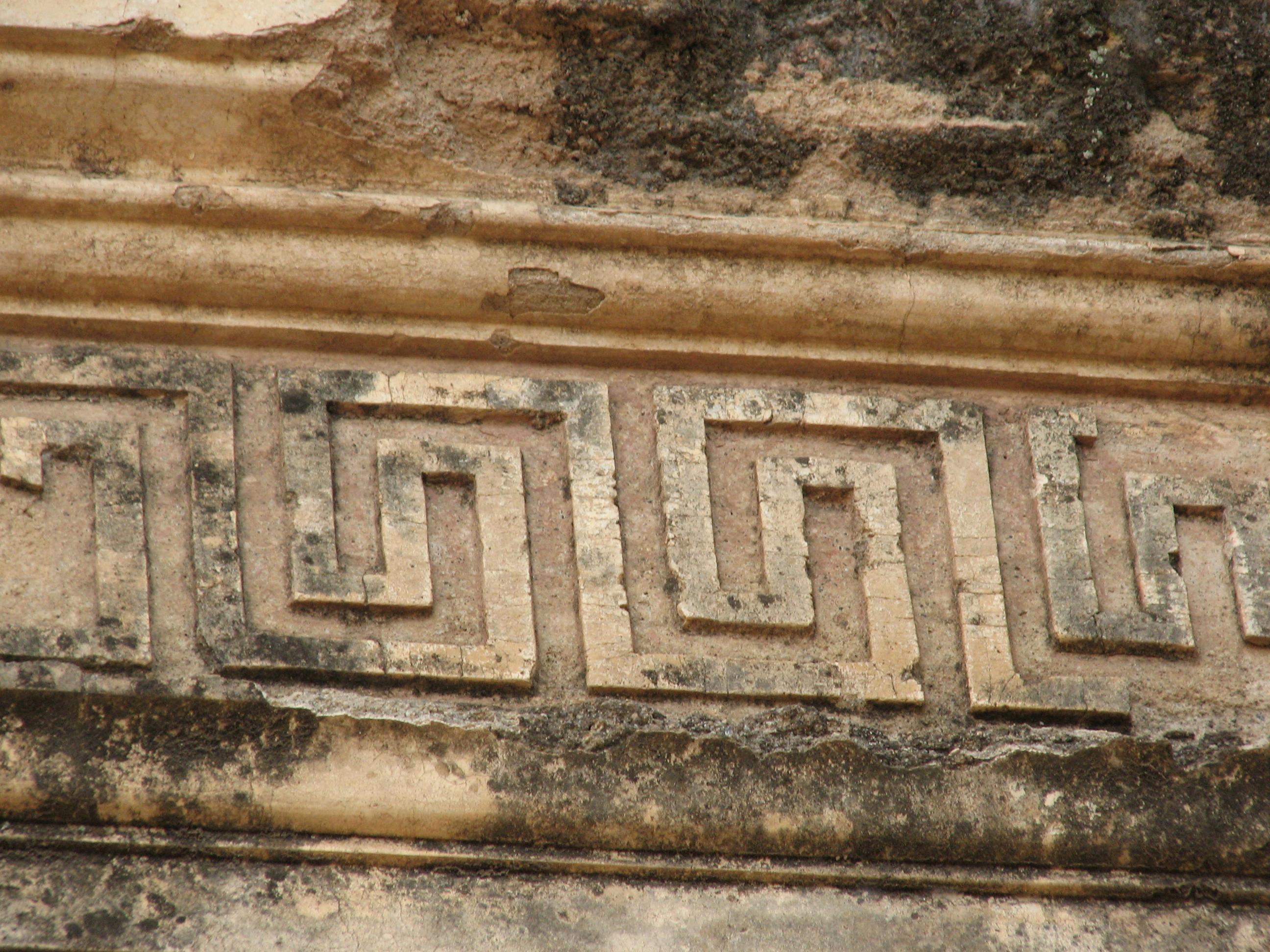
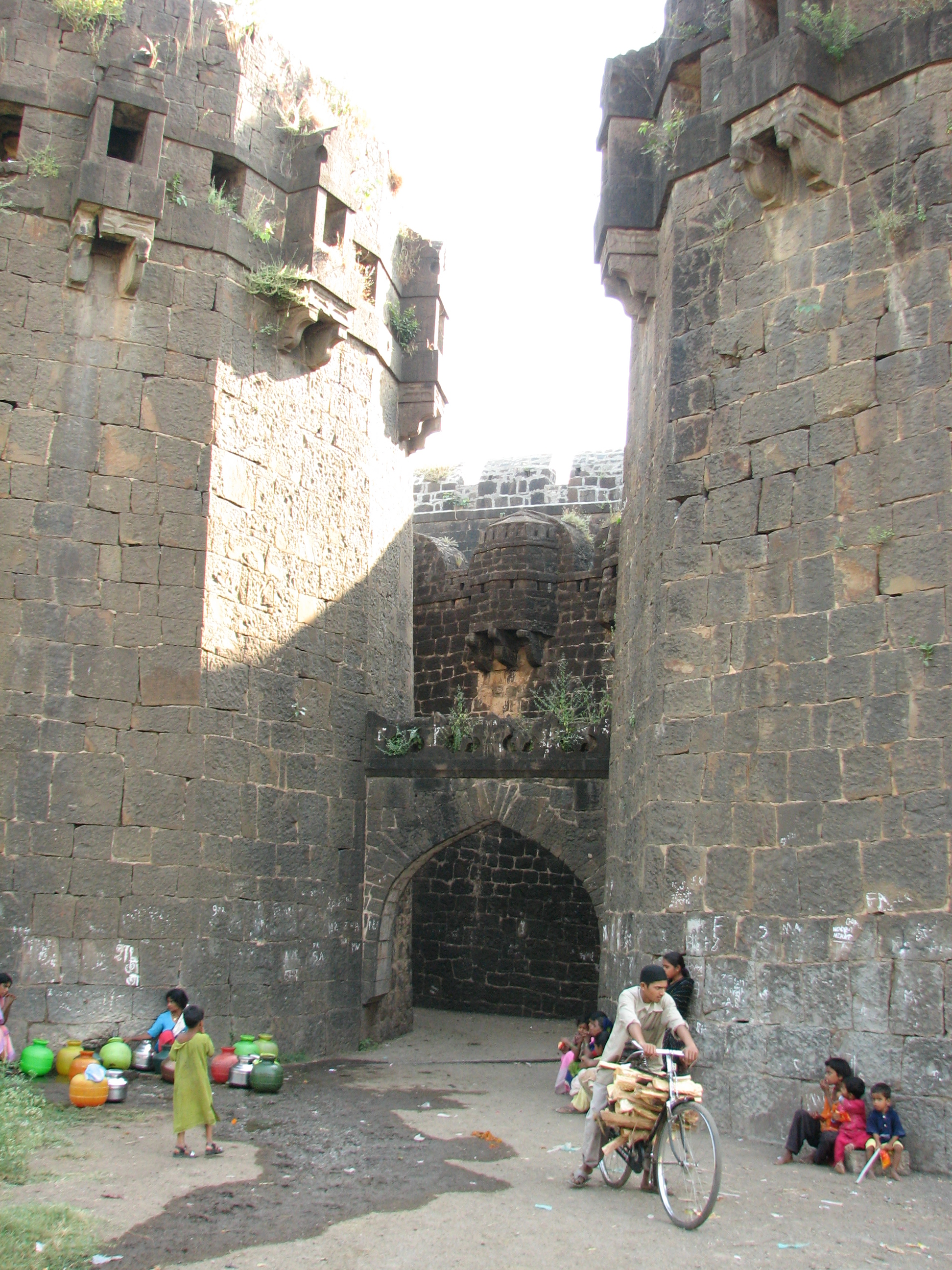
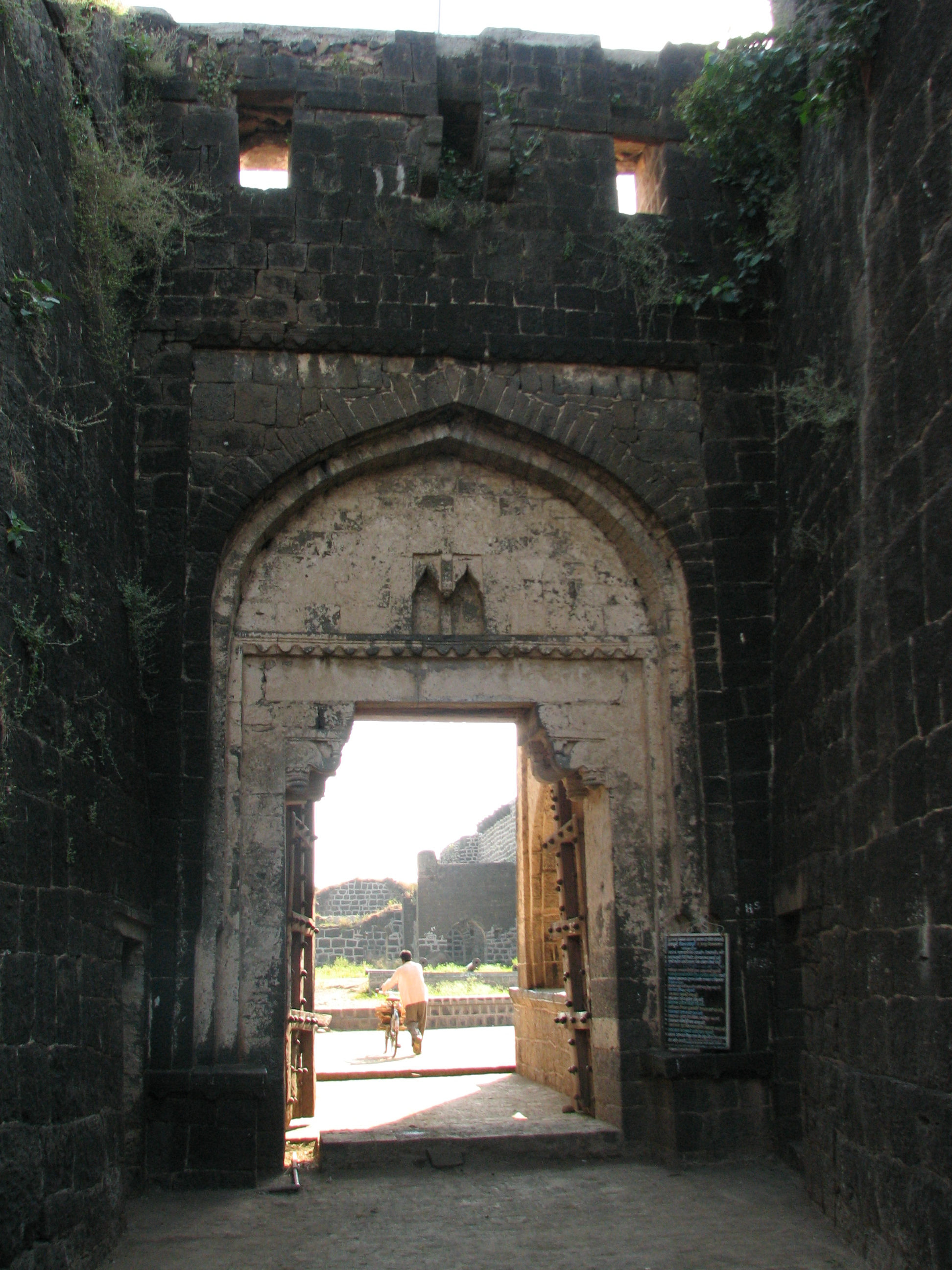
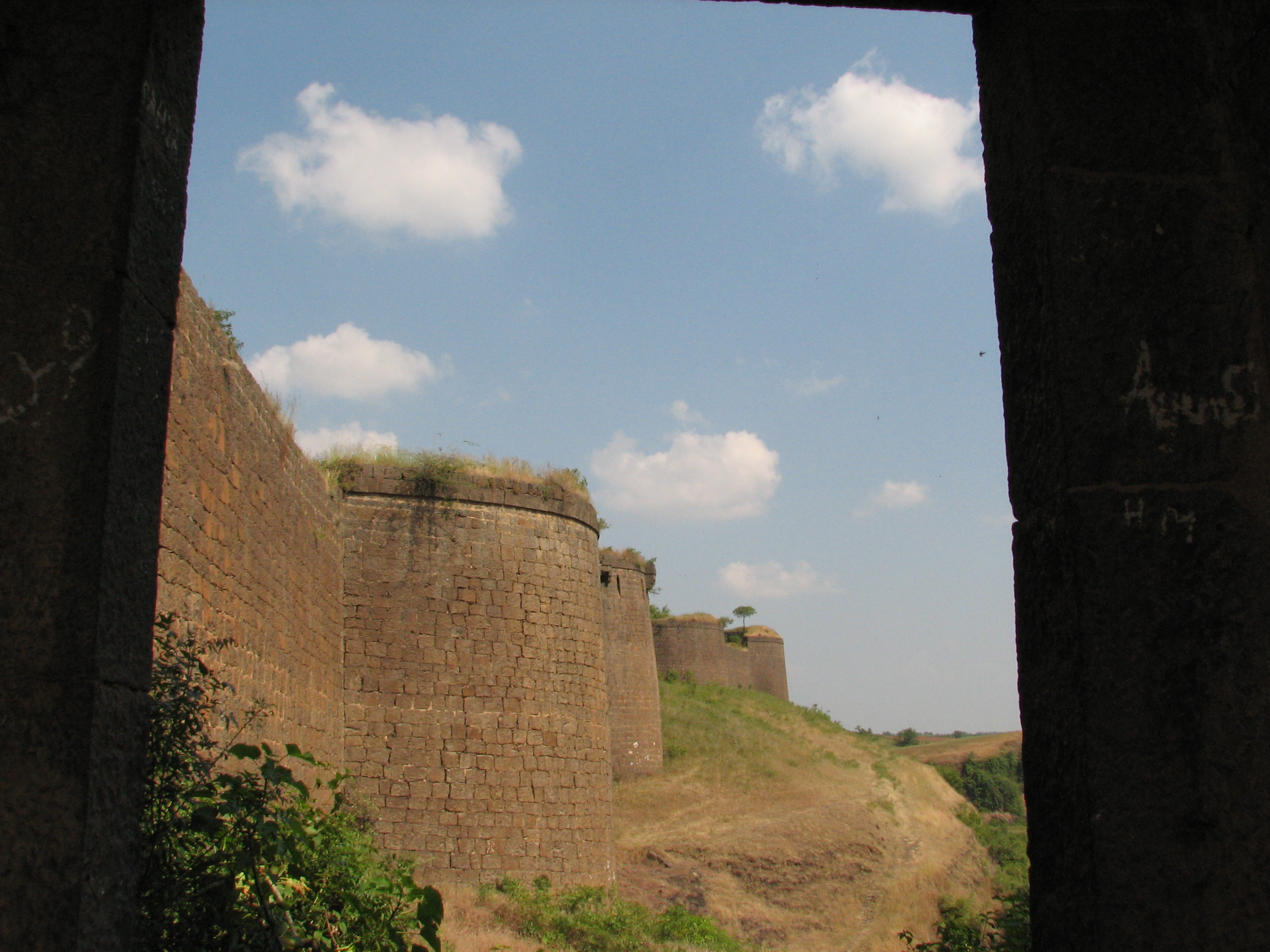
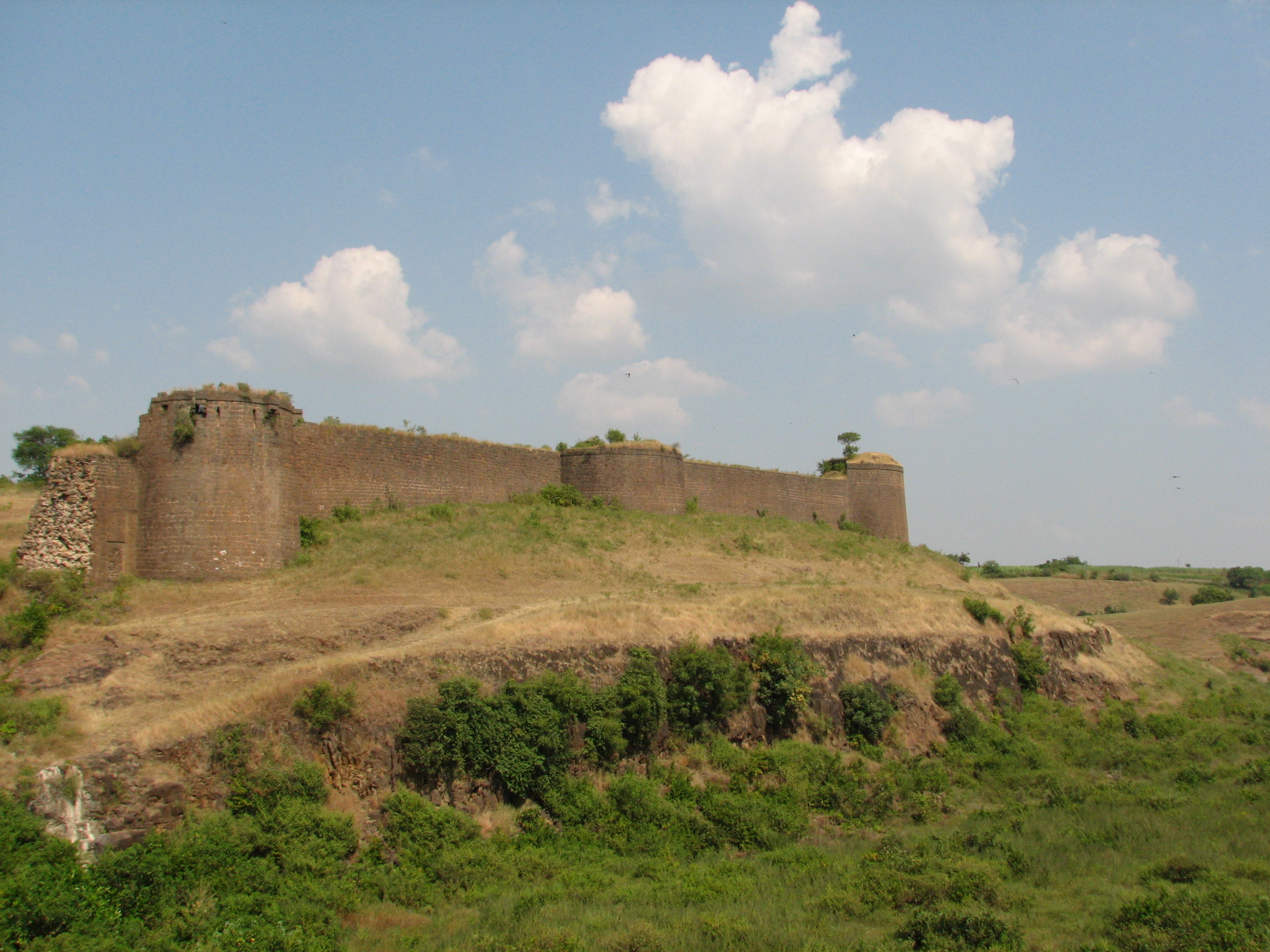
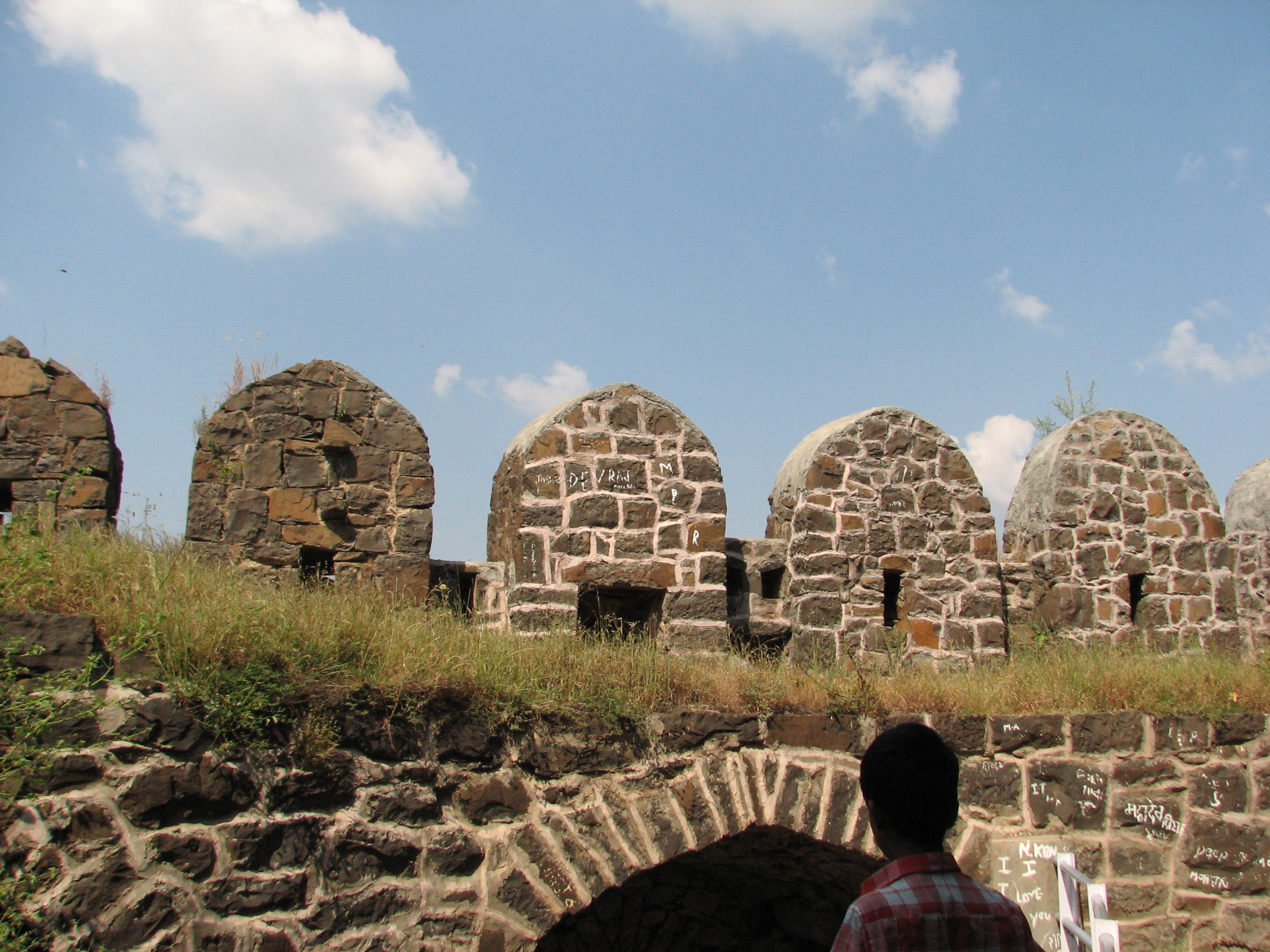
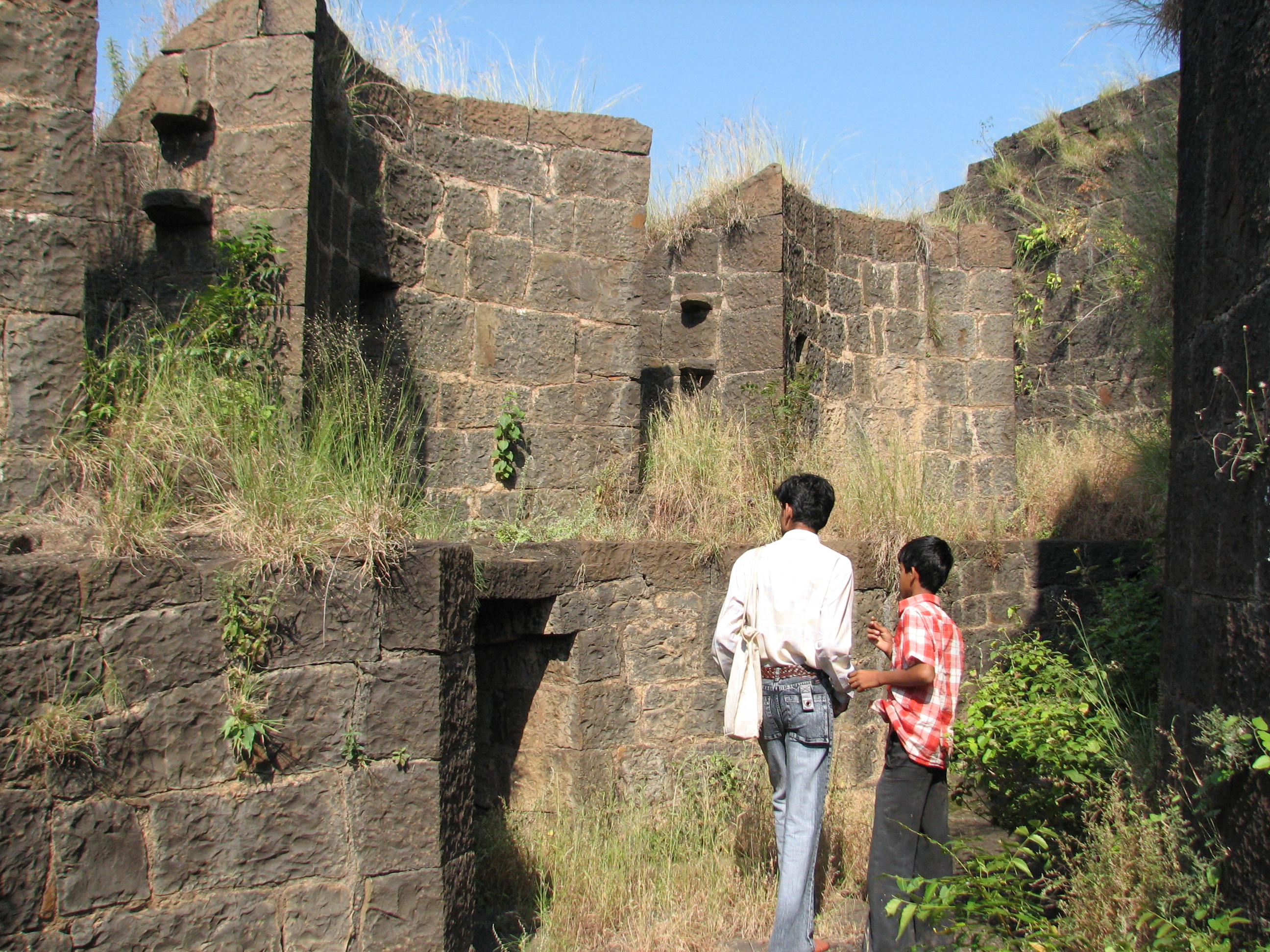
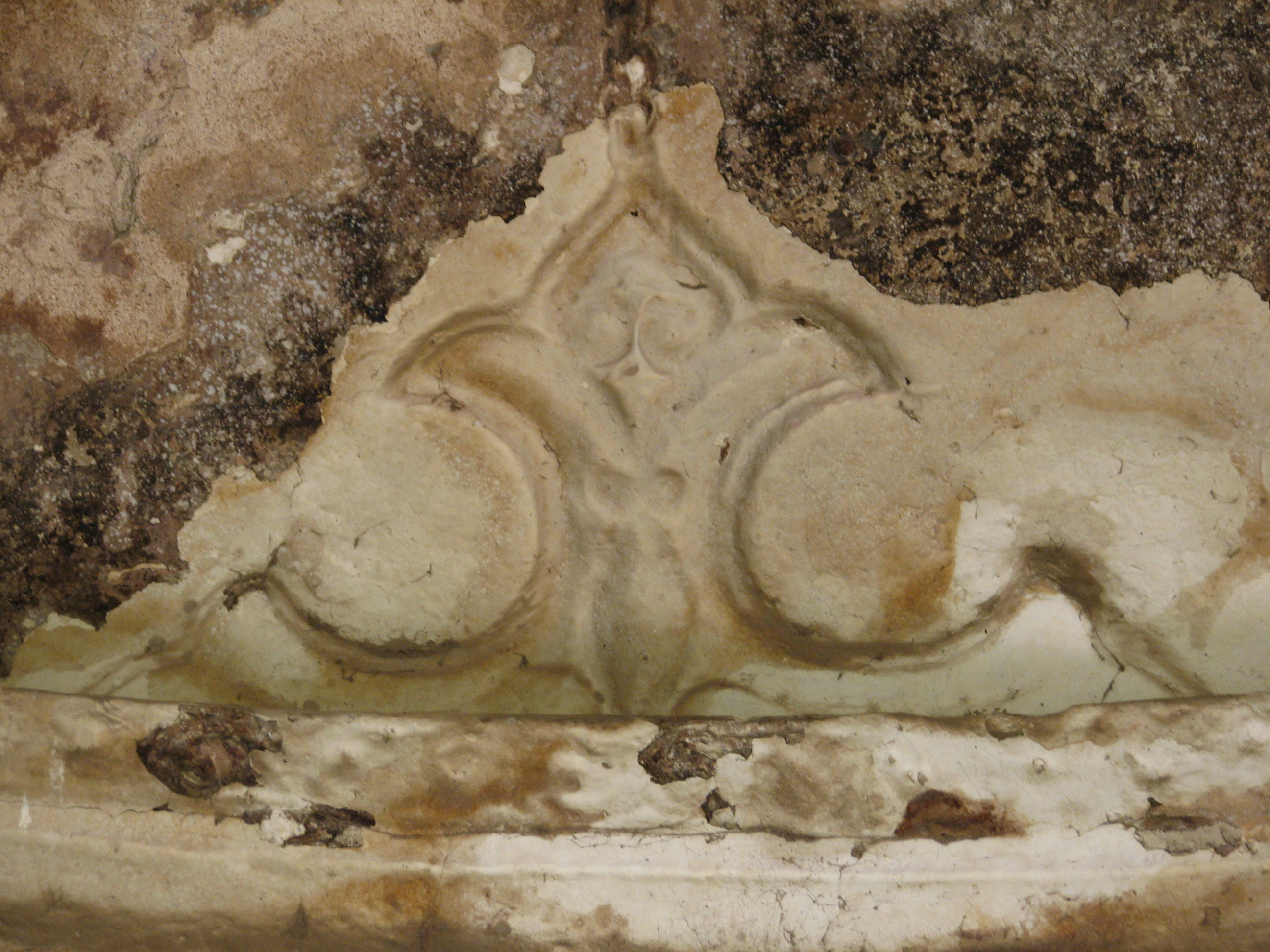
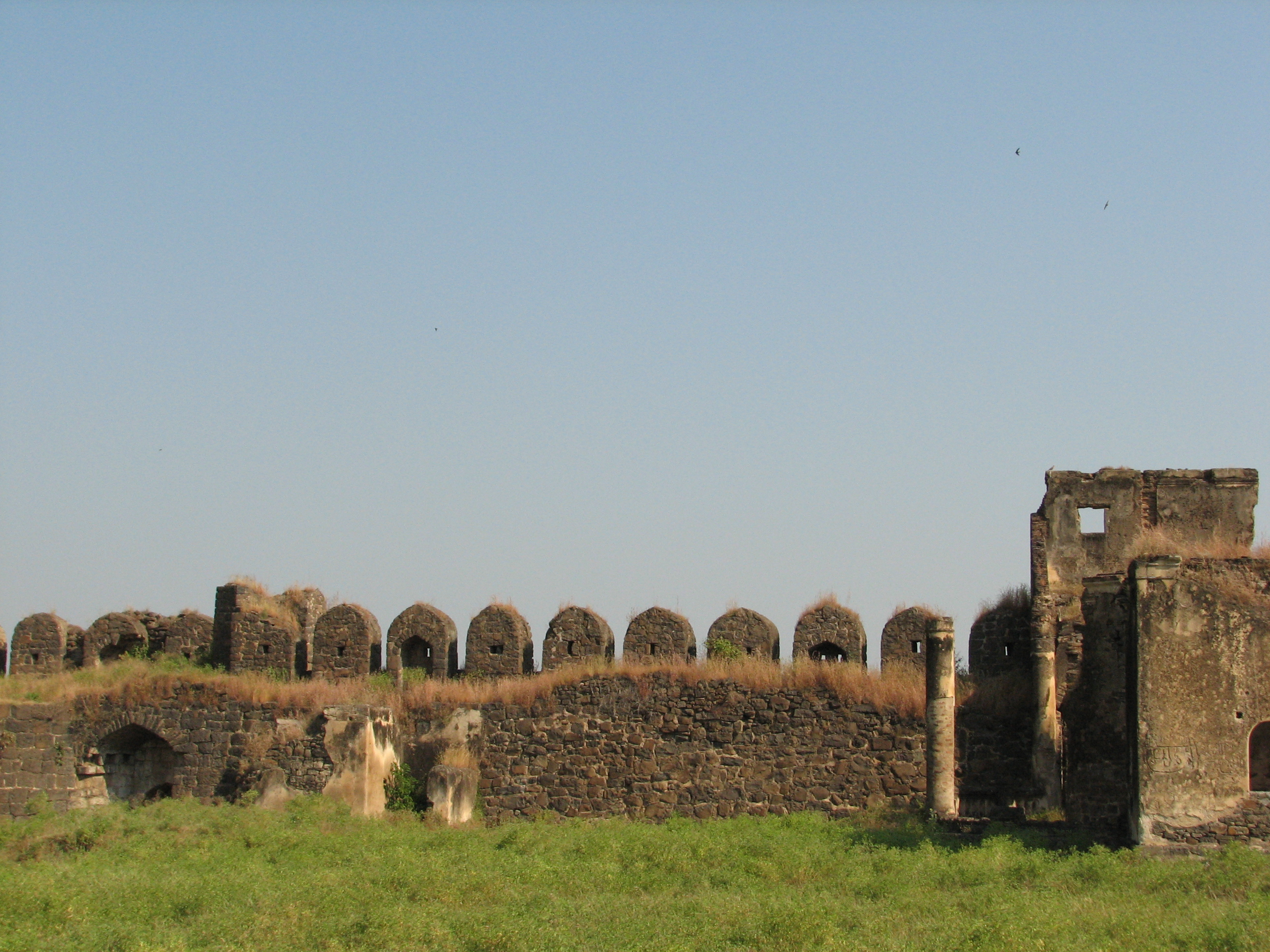
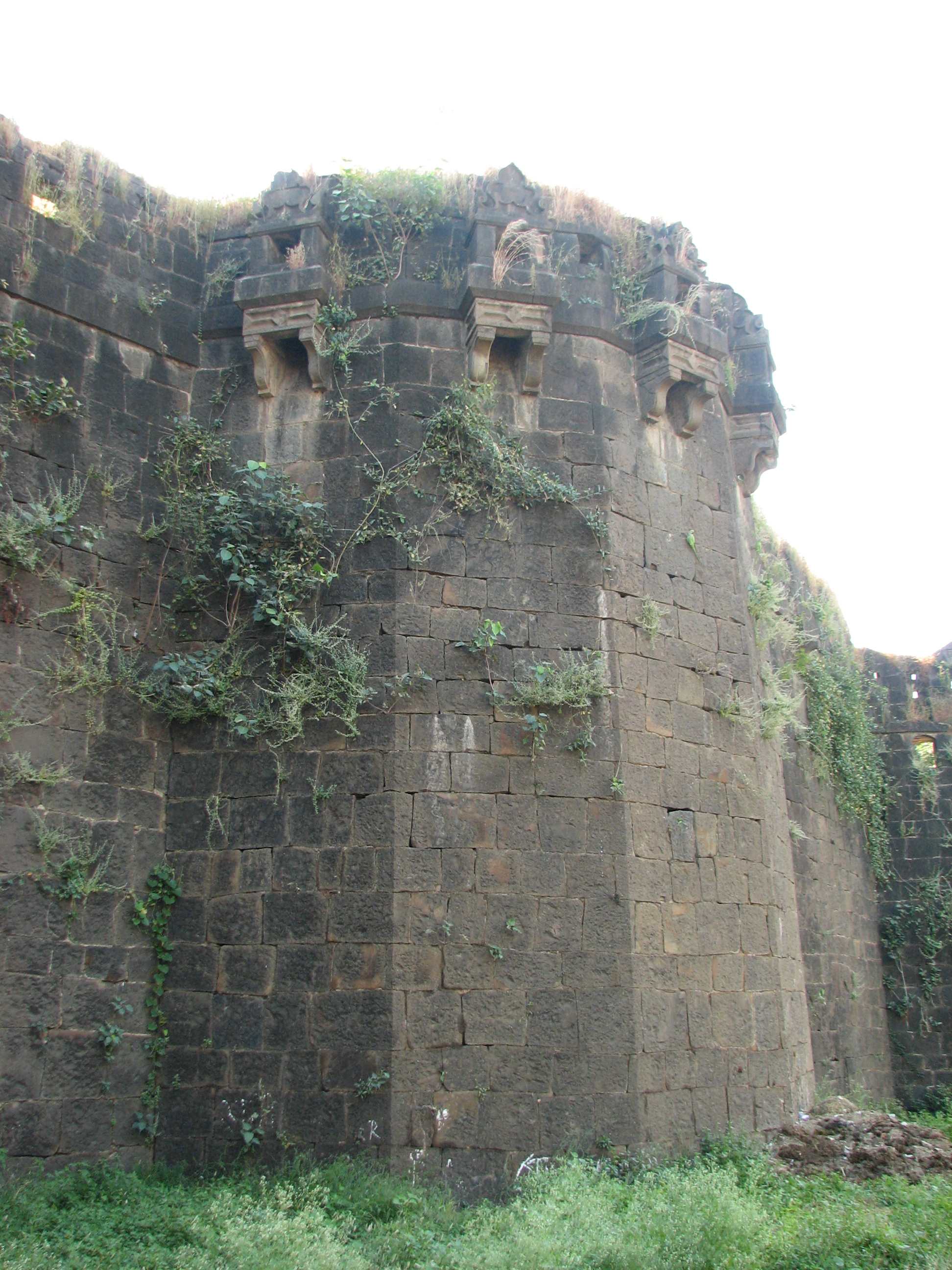
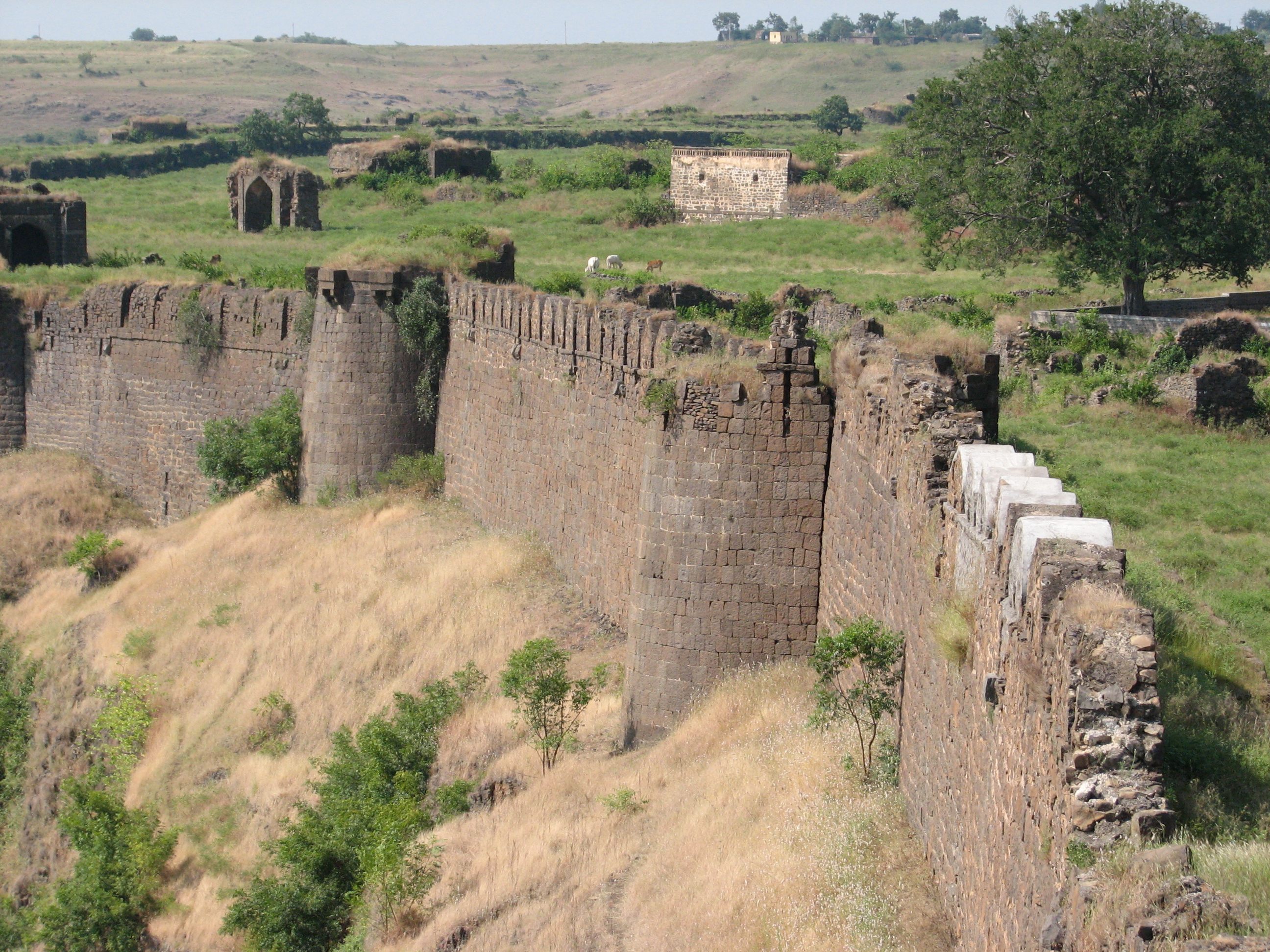
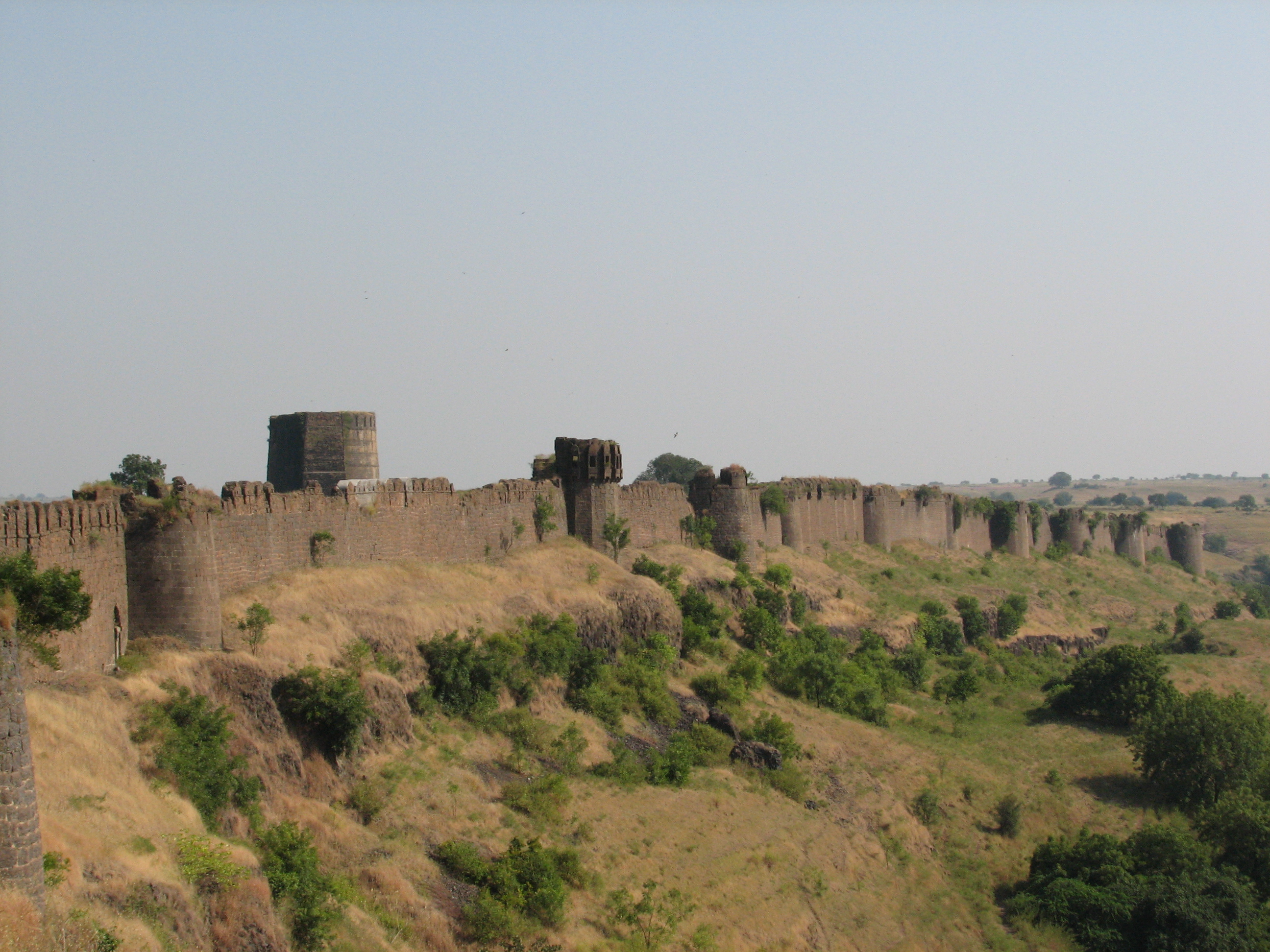
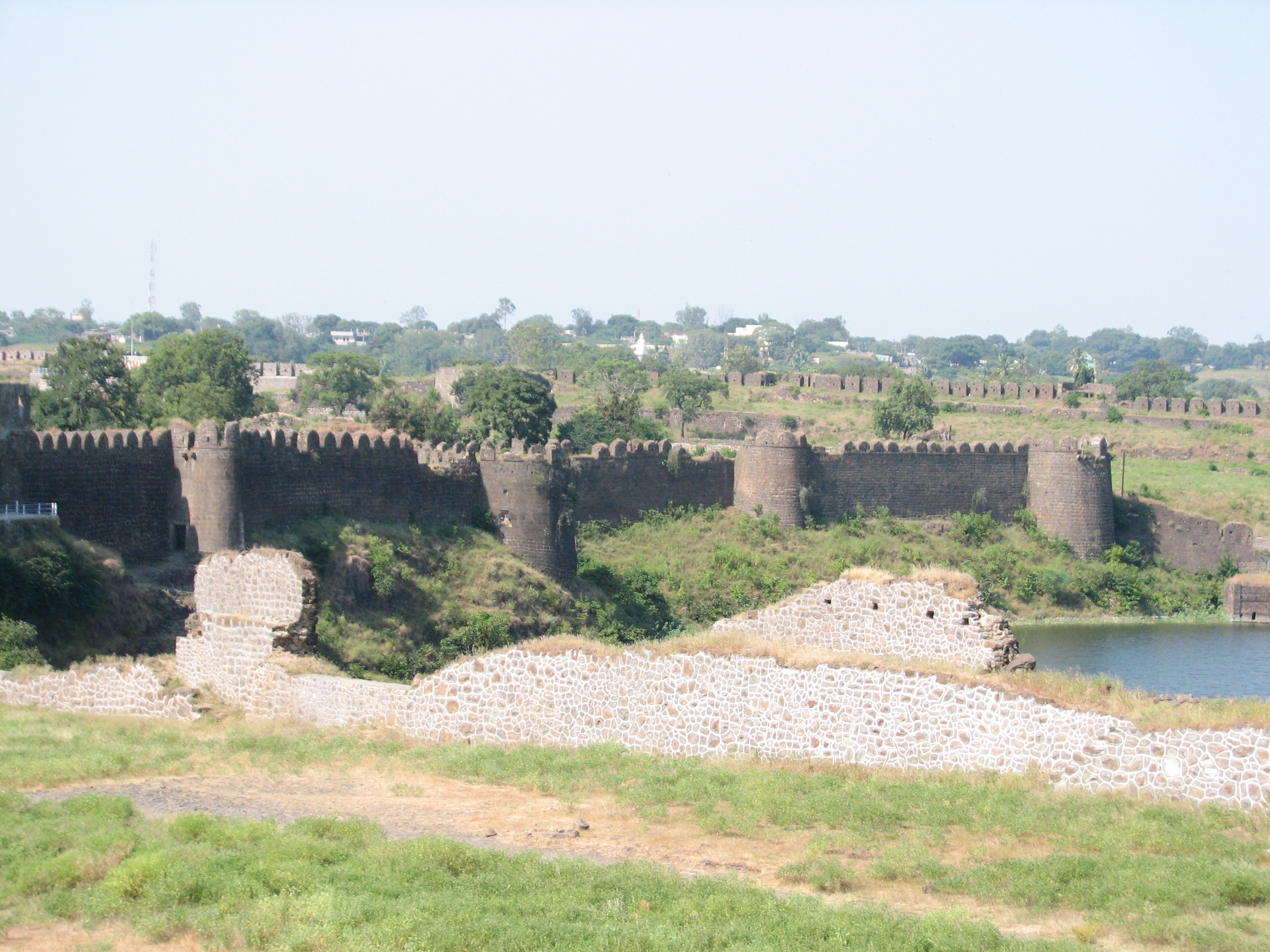
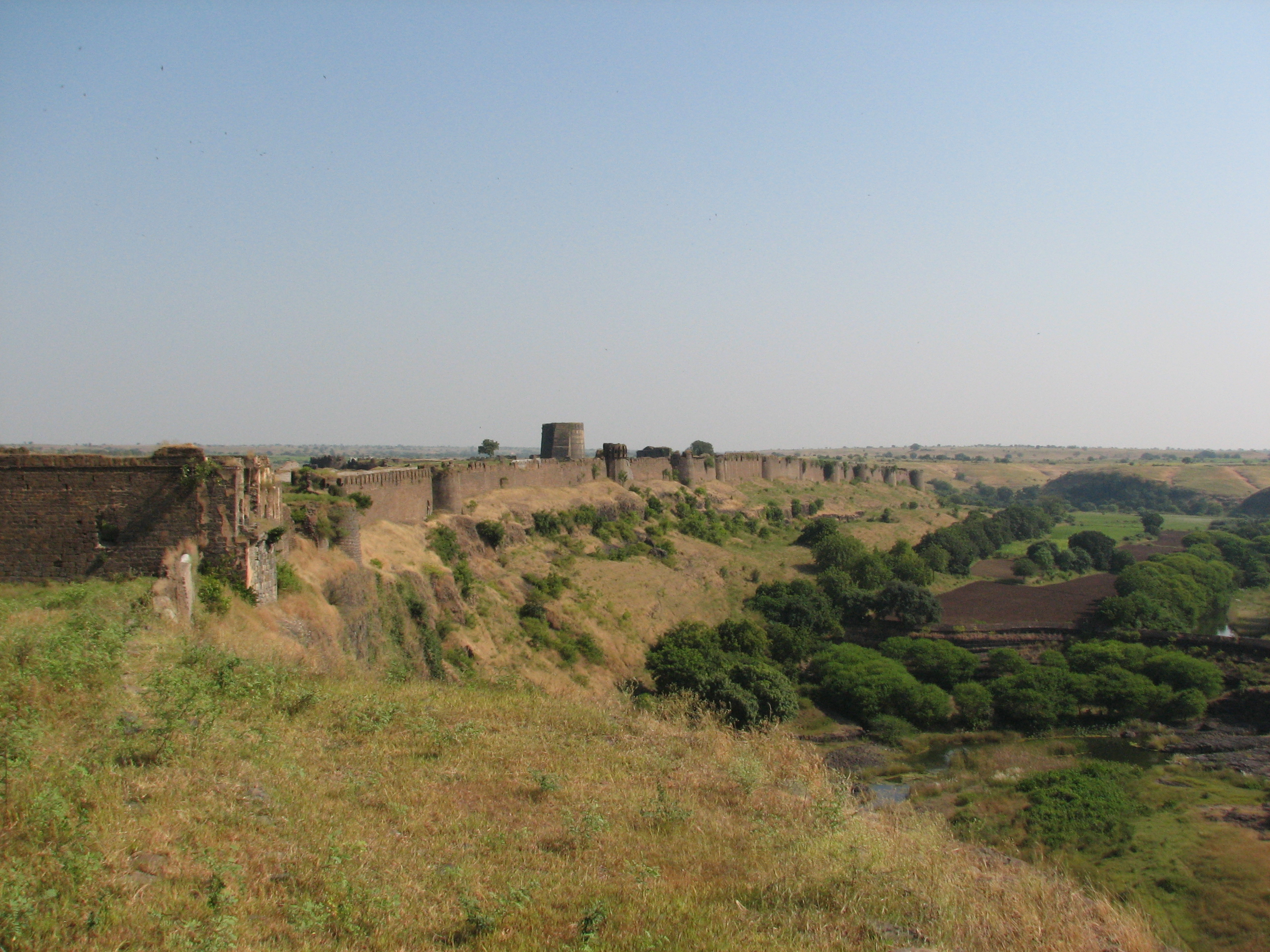
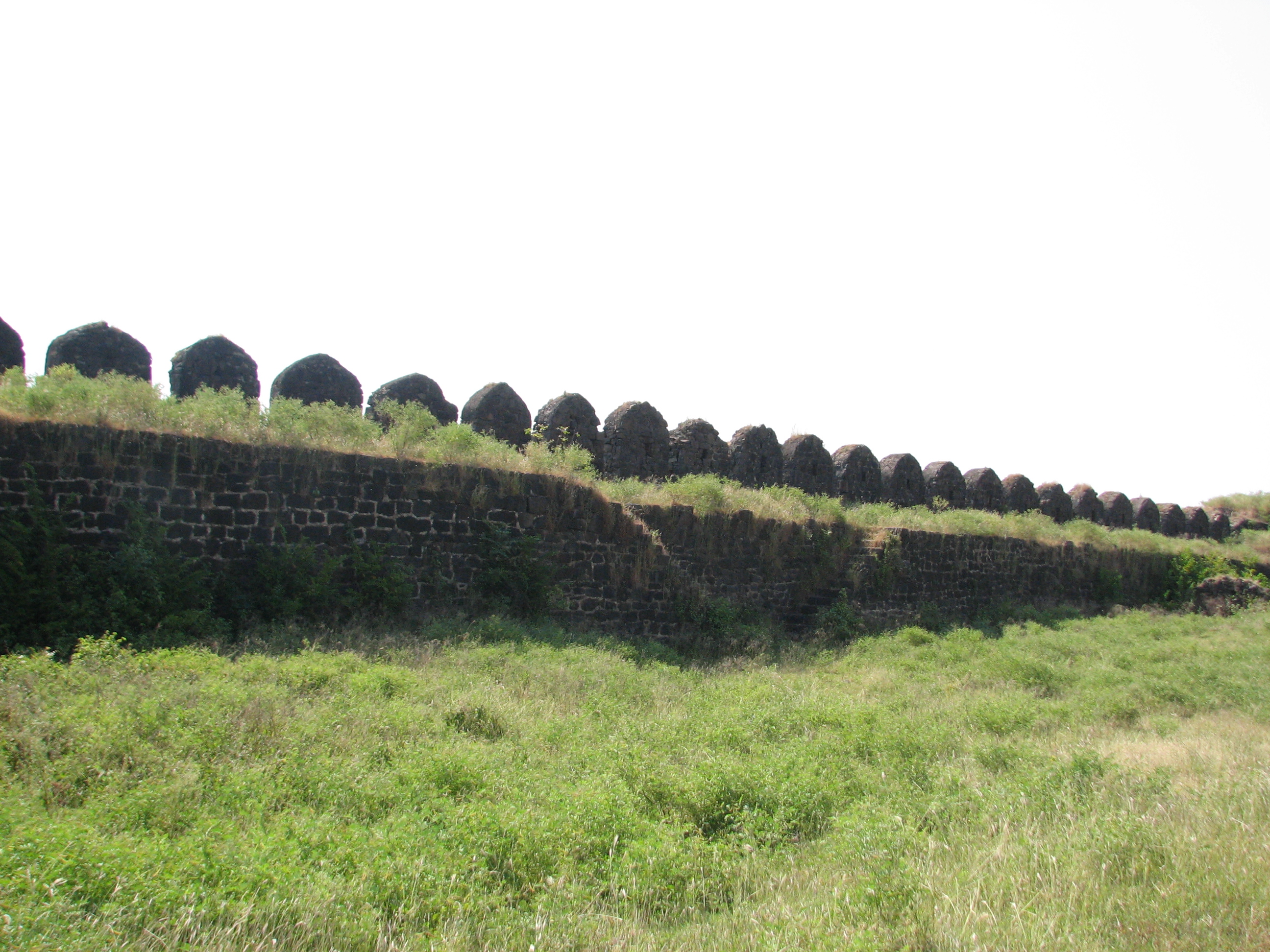
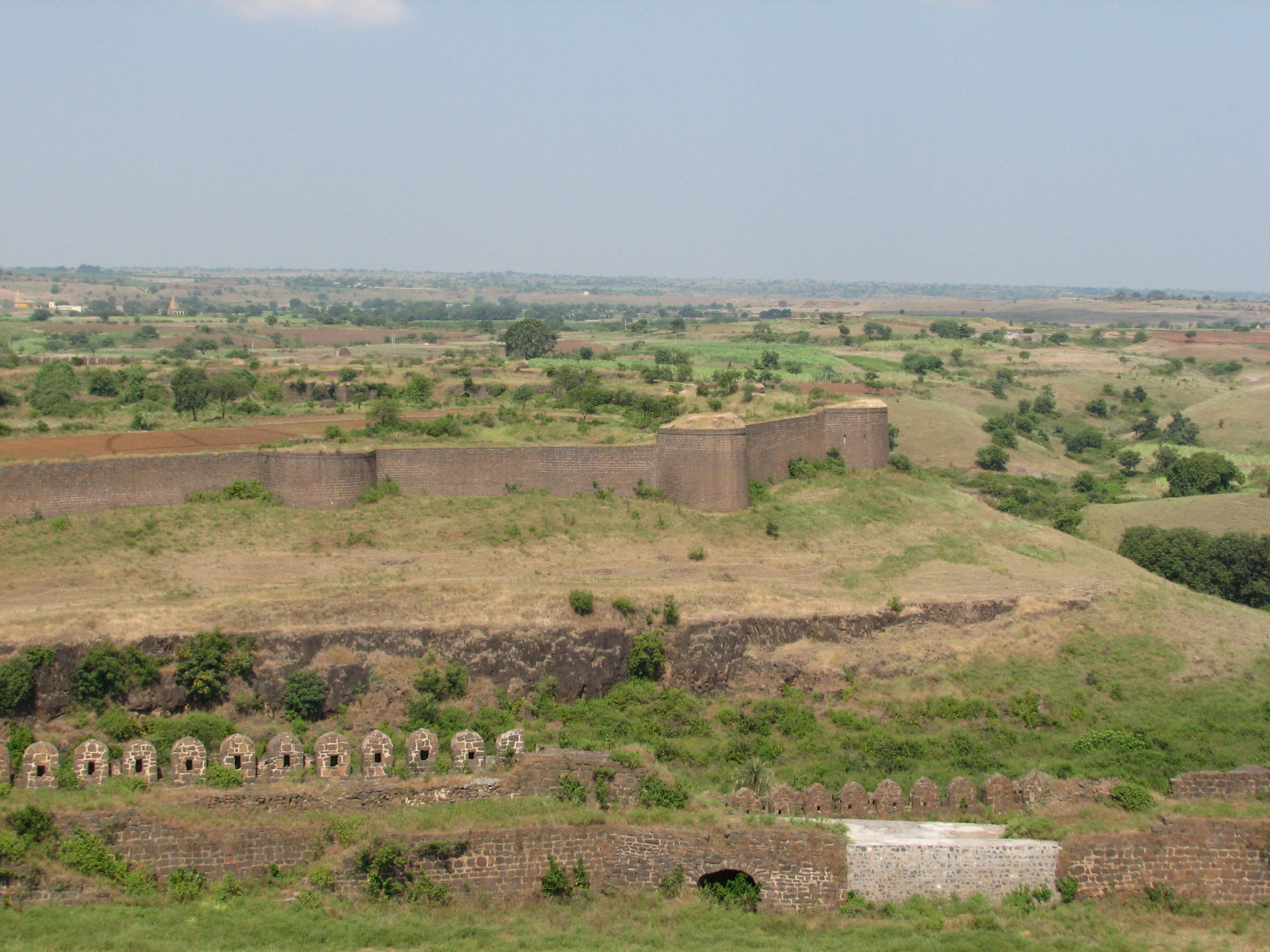
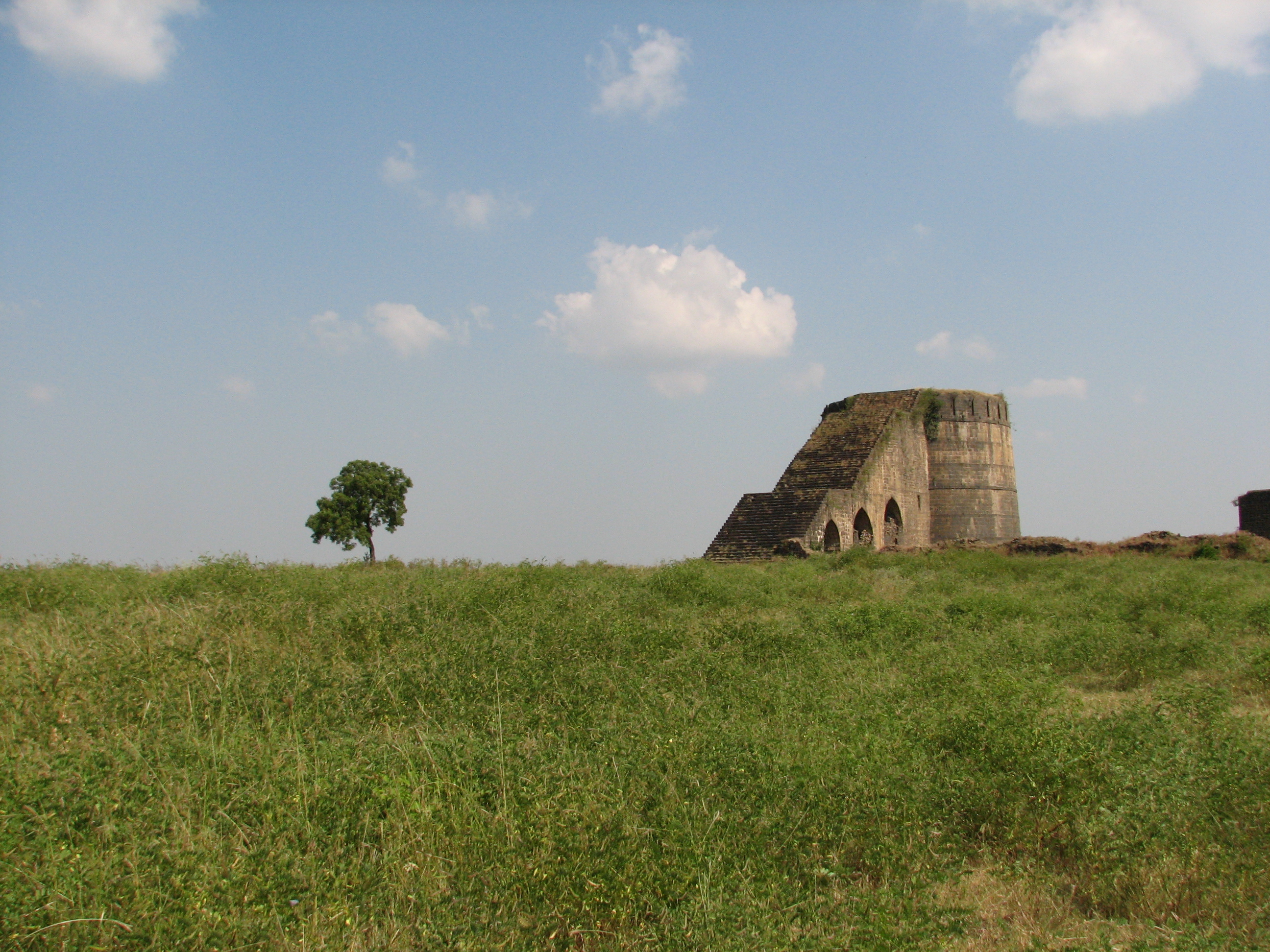
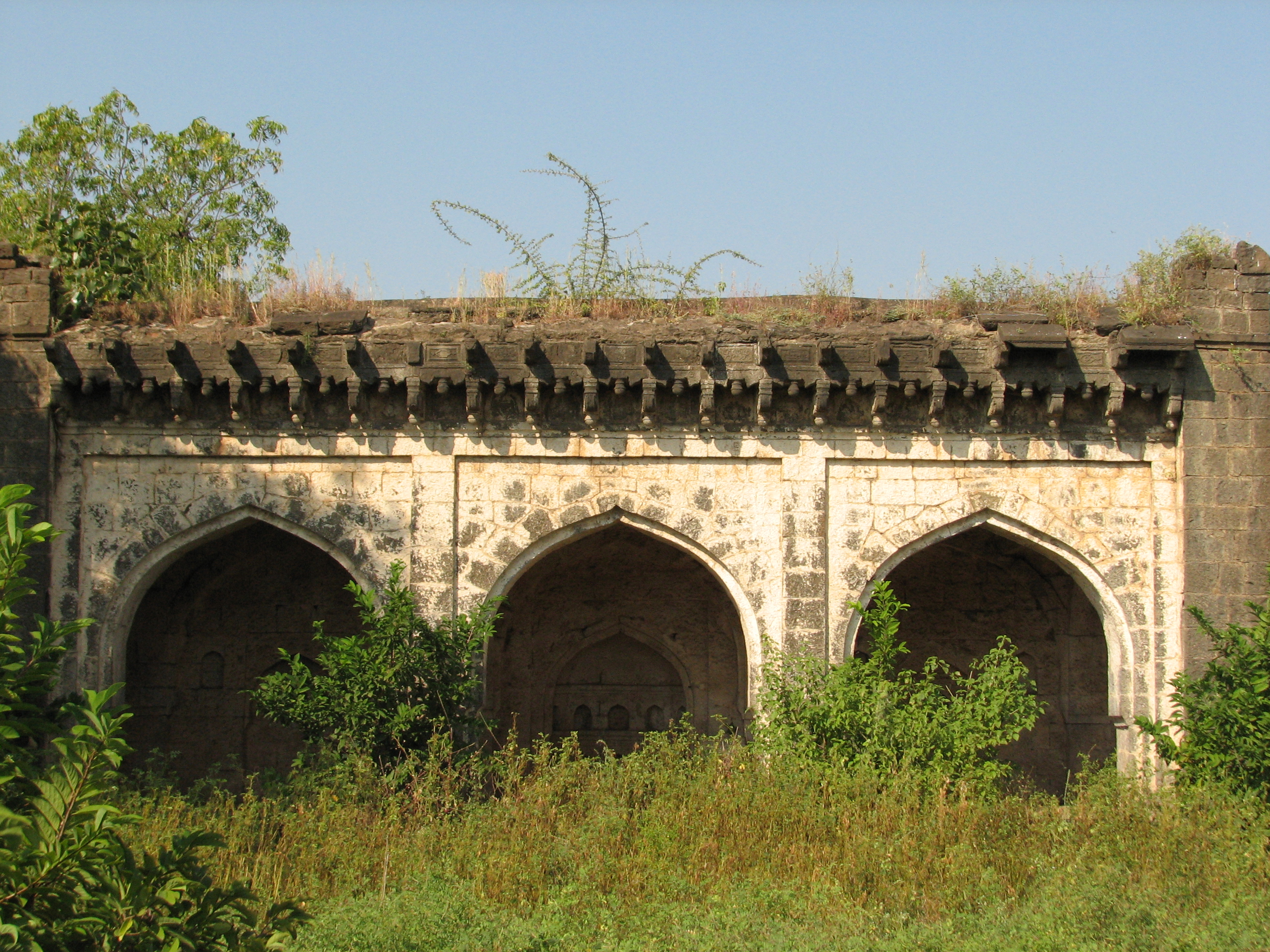
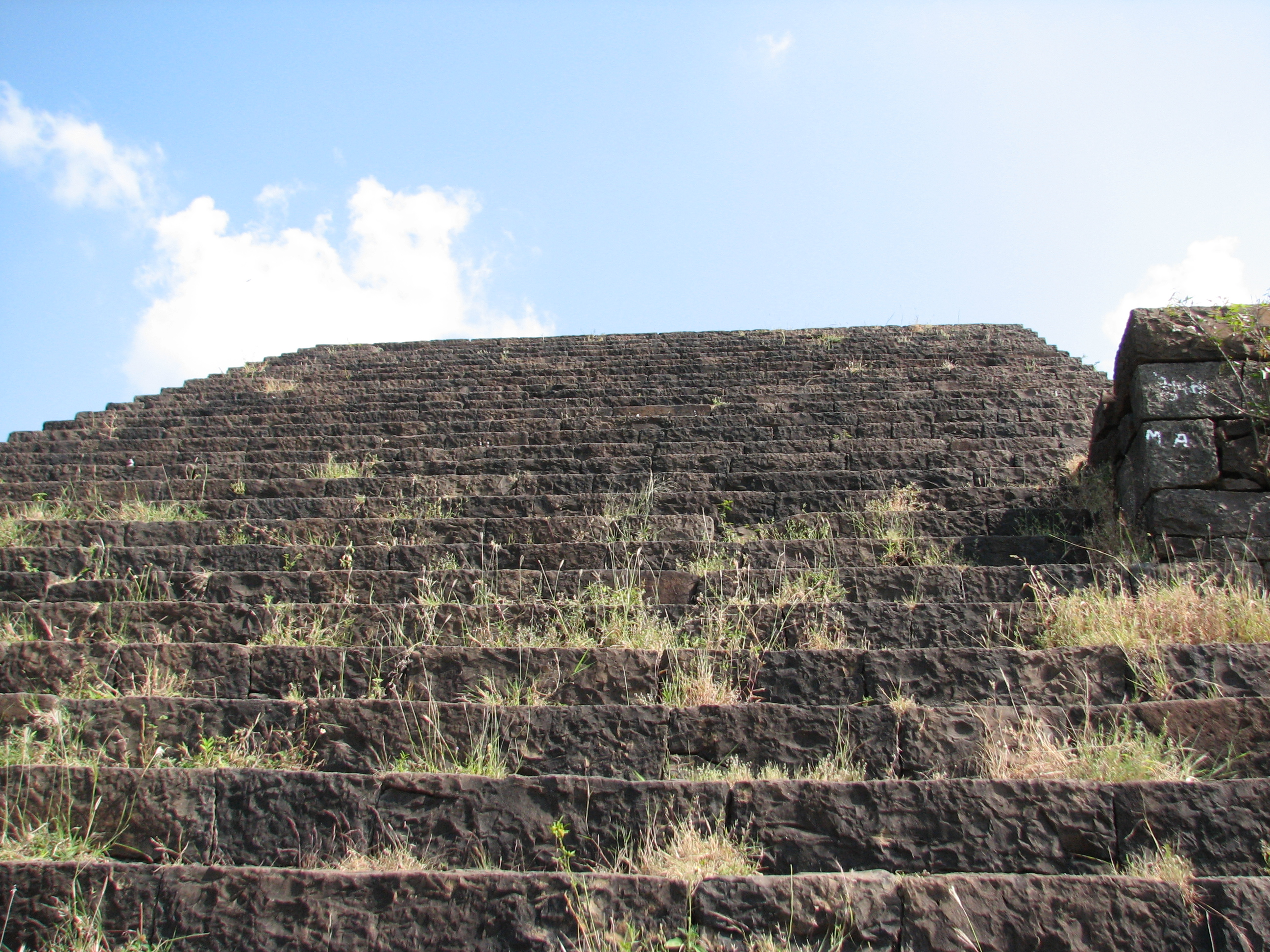
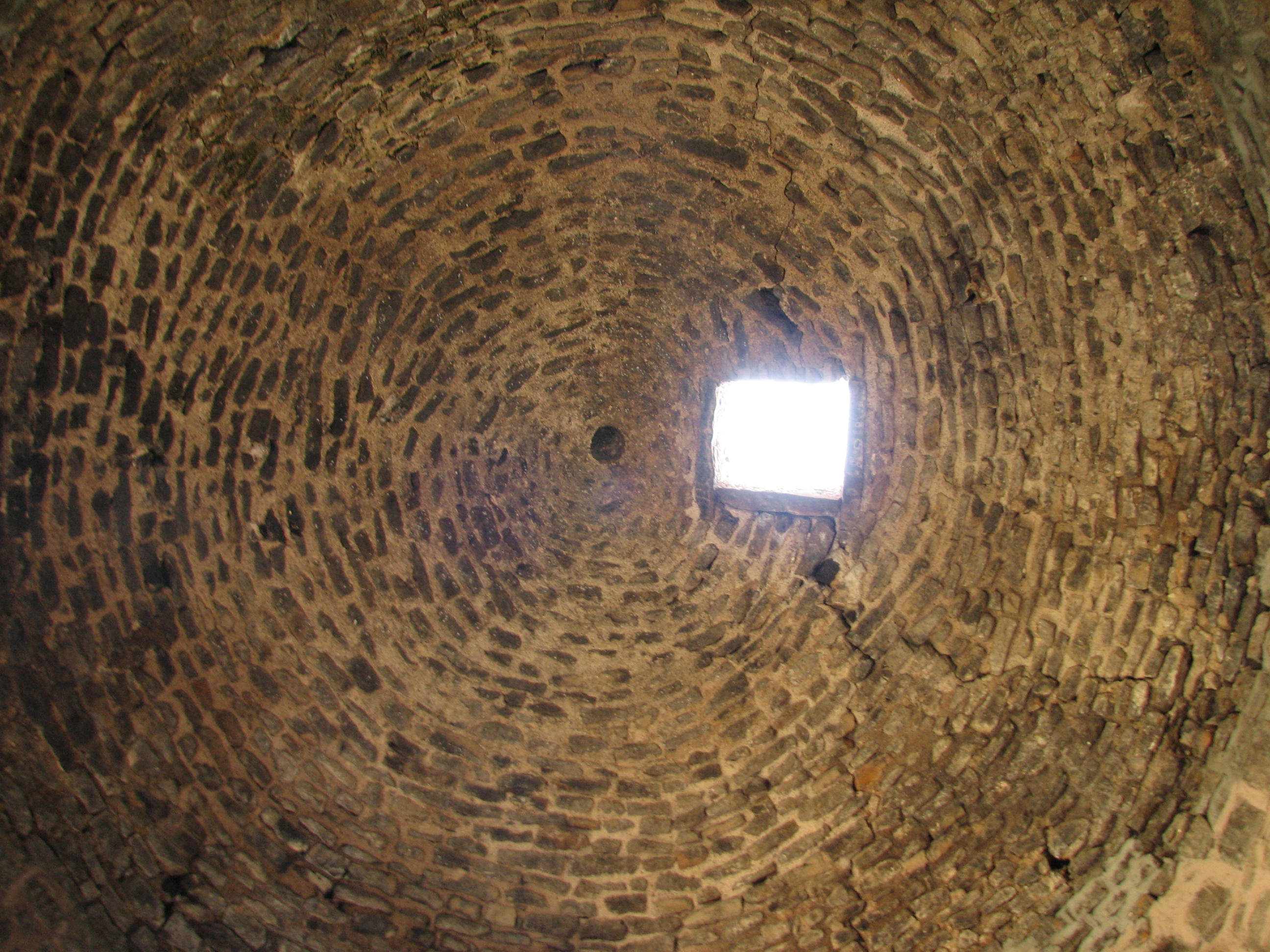
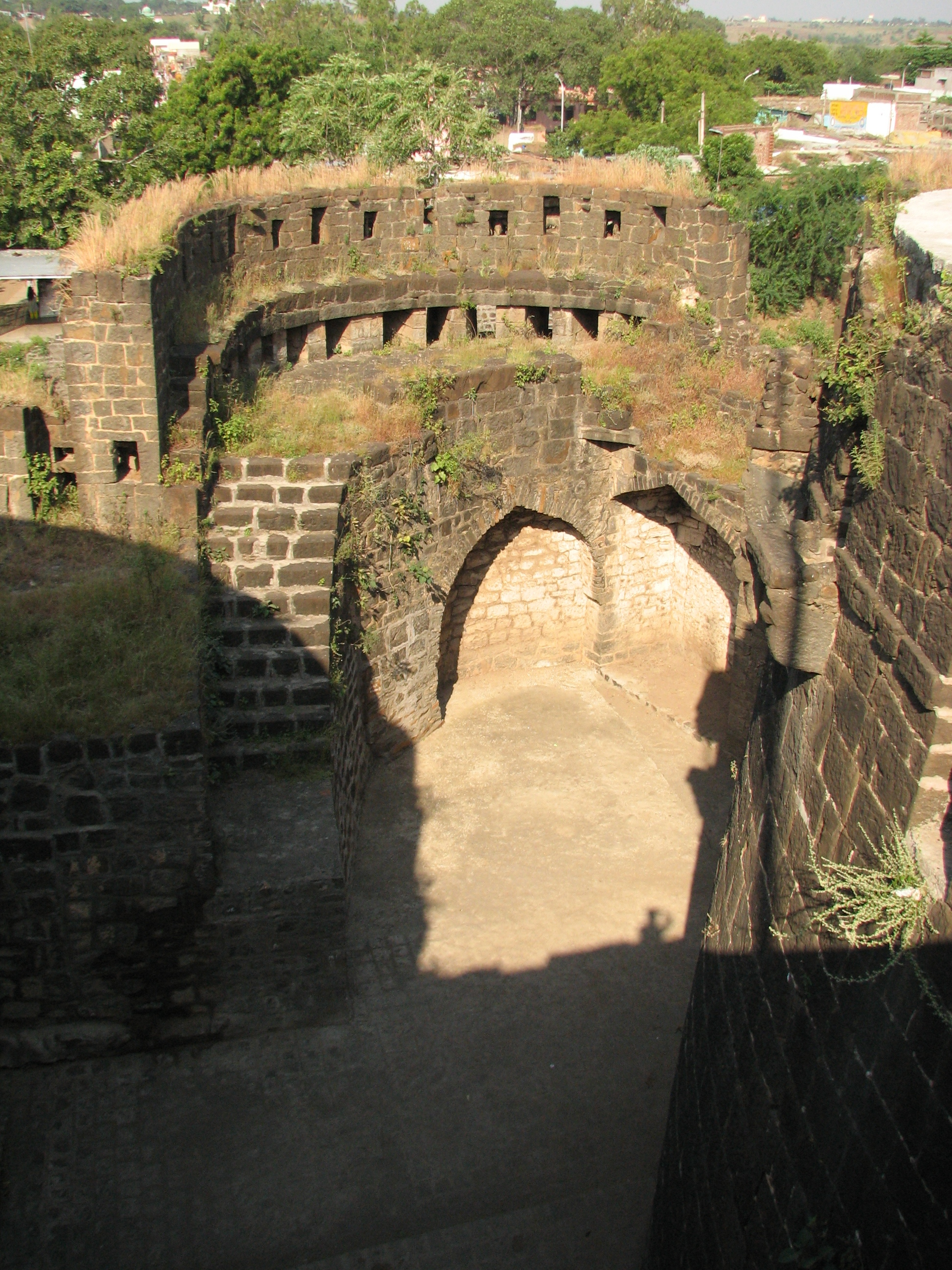
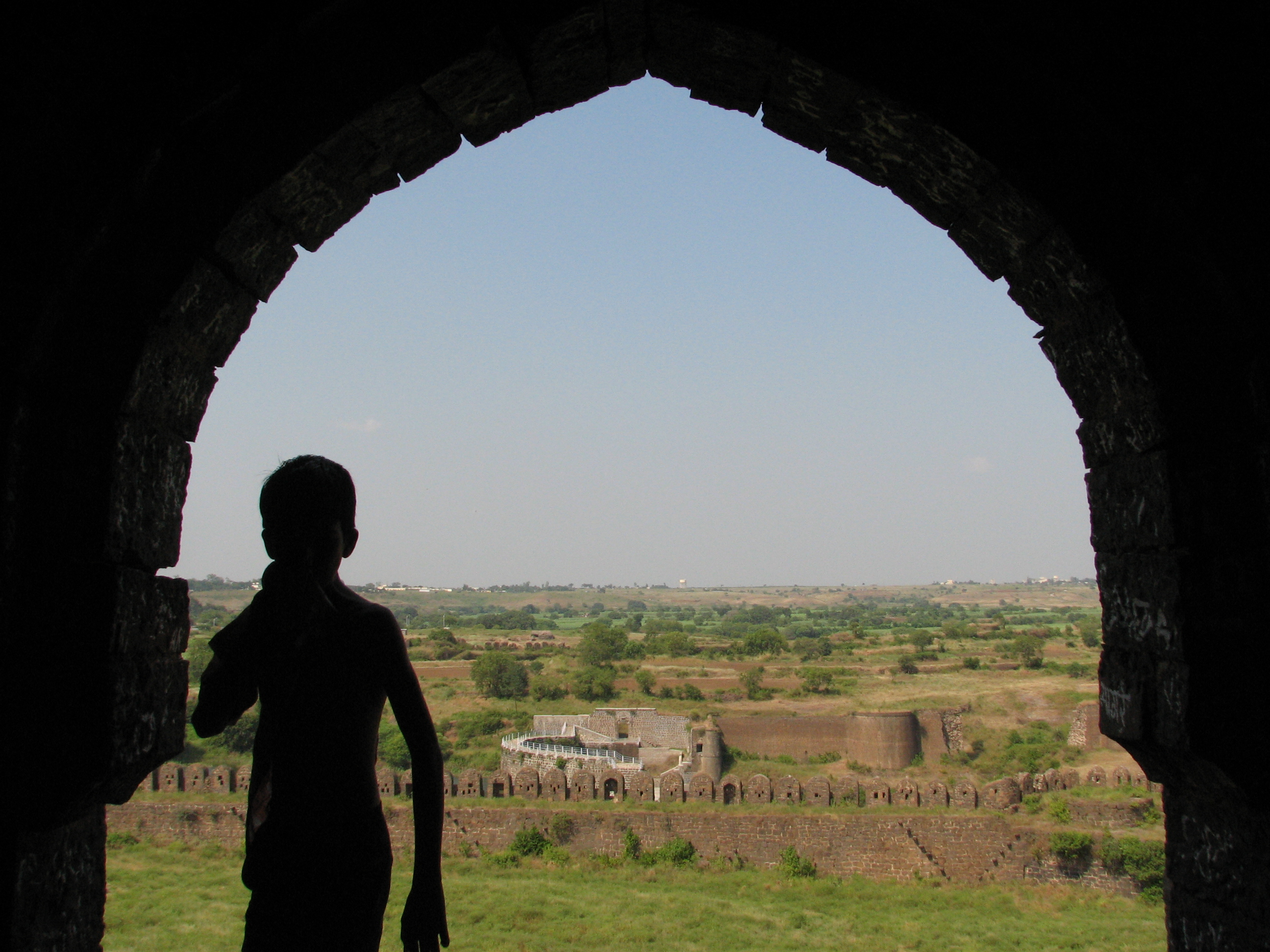
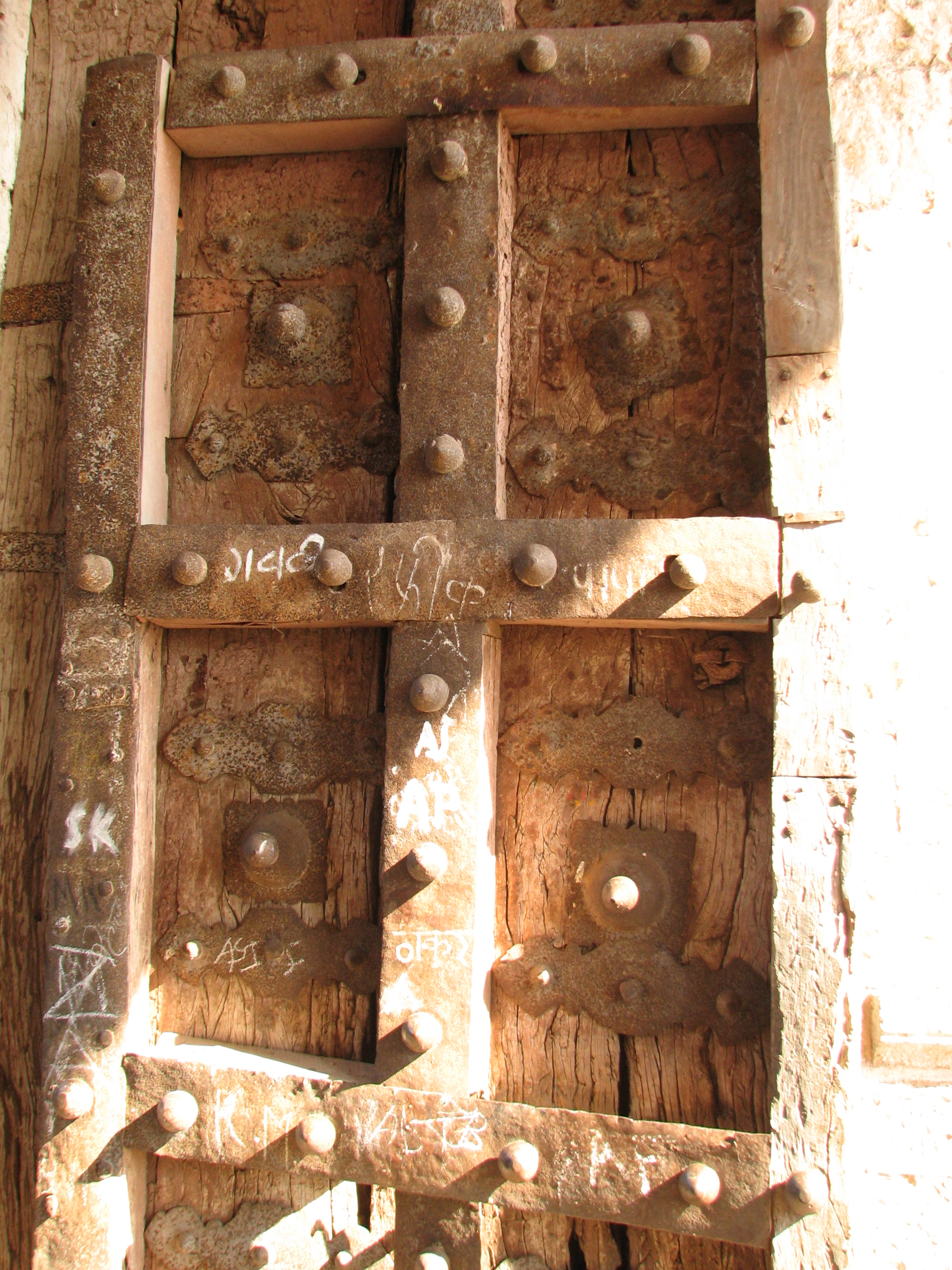